# GeForce

Ancien logo de la gamme GeForce

GeForce est une série de cartes graphiques fabriquées par Nvidia depuis 1999. La première GeForce était la GeForce 256. Lancée en automne 1999, elle fut la première carte vidéo grand public à pouvoir prendre en charge l’intégralité des calculs graphiques. De nombreuses séries et évolutions ont été commercialisées, et restent parmi les produits les plus connus en ce domaine.

## Générations

### GeForce 256
La GeForce de première génération (nom de code : NV10, nom commercial GeForce 256 SDR et GeForce 256 DDR) était dans les premières cartes graphiques (avec les Savage S4 2000) à fournir au public la technologie de Transform and Lighting (T&L) implantée au sein d’une carte graphique. Le T&L matériel (c’est-à-dire non plus calculé par le processeur central mais directement par la puce graphique) permet d’effectuer certains calculs nécessaires à la réalisation d’une scène en trois dimensions plus de cinq fois plus vite que par les anciennes techniques. Le processeur central étant déchargé d’une bonne partie du travail, le processeur graphique devint plus important que celui-ci pour les jeux en trois dimensions. Quatre unités de texturing (contre deux sur les cartes « haut de gamme » précédentes) et l’utilisation sur certaines cartes de mémoire DDR SDRAM (Double Data Rate SDRAM) en lieu et place de mémoire SDRAM classique, permit aux GeForce 256 de largement surclasser la concurrence du moment, même quand les jeux ne profitaient pas du T&L matériel. Les GeForce 256 furent les premières puces graphiques à être désignées par le terme GPU (processeur graphique). DirectX 7 est nécessaire à la pleine exploitation de la carte. 
Caractéristiques communes
- 23 millions de transistors
- T&L matériel (DirectX 7) - OpenGL 1.2
- 4 unités de texturing
- 32 Mo de mémoire
- AGP 4x

| Modèle                       | GeForce 256 SDR | Geforce 256 DDR |
| ---------------------------- | --------------- | --------------- |
| Date de sortie               | Octobre 1999    | Janvier 2000    |
| Processeur                   | NV10            | NV10            |
| Gravure (nm)                 | 220             | 220             |
| Interface Bus                | AGP 4x          | AGP 4x          |
| Mémoire                      | 32 Mo - 64 Mo   | 32 Mo - 64 Mo   |
| Fréquence GPU (MHz)          | 120             | 120             |
| Fréquence mémoire (MHz)      | 166             | 300             |
| Type de mémoire              | SDR             | DDR             |
| Taille de bus                | 128 bits        | 128 bits        |
| Bande passante (Gbit/s)      | 5.3             | 9.6             |
| Config GPU                   | 0:4:4:4         | 0:4:4:4         |
| Fillrate pixels (Gpixels/s)  | 0.48            | 0.48            |
| Filrate textures (Gtexels/s) | 0.48            | 0.48            |
| Version DirectX              | 7               | 7               |
| Version OpenGL               | 1.2             | 1.2             |

### GeForce 2

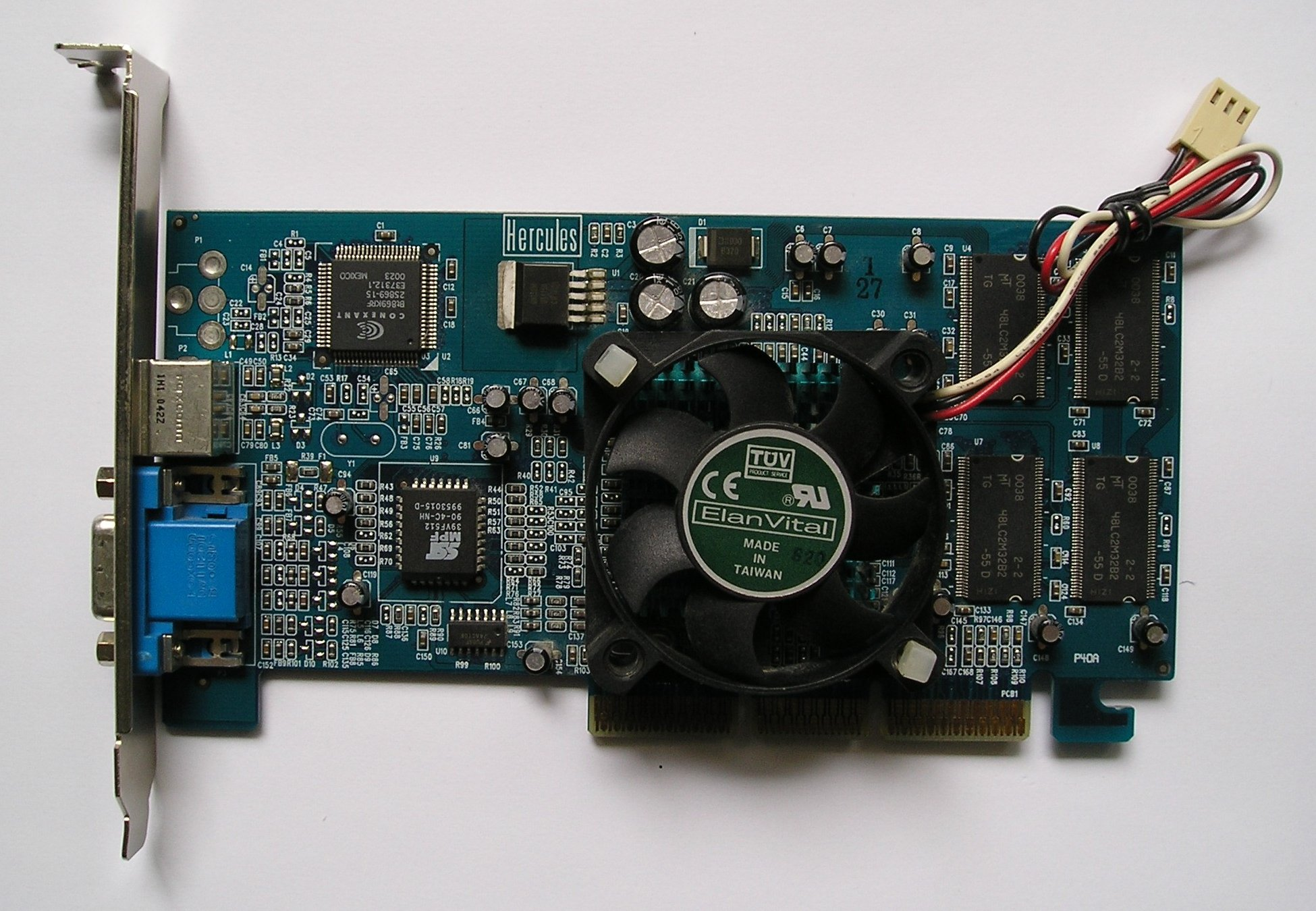
GeForce MX400.

Les GeForce 2 GTS (NV15) sont une évolution des GeForce 256. Elles sont gravées par une nouvelle technique qui permet de mettre plus de fonctions dans une même puce fonctionnant à une vitesse supérieure, tout cela en consommant deux fois moins de puissance (8 W au lieu de 16 W). De plus, les unités de texturing sont capables de calculer deux texels en même temps pour chaque pixel. Ceci permet au GPU des GeForce 2 GTS d’être le premier à dépasser le milliard de texels calculé par seconde (GTS : Giga Texel Shader). Le principal défaut de la GeForce 2 GTS vient de sa mémoire qui n’est pas capable de délivrer assez vite les données aux unités de calcul du processeur graphique. En juin 2000, Nvidia sort la GeForce 2 MX (NV11), qui est une version allégée de la GeForce 2 GTS. La GeForce 2 MX ne possède que deux unités de texturing, une fréquence revue à la baisse (puissance de 4 W seulement) et de la mémoire SDR (Single Data Rate) en lieu et place de la mémoire DDR. Malgré ses performances bien moindres que la GeForce 2 GTS, la GeForce 2 MX bénéficiait d’un bon rapport qualité-prix. En septembre 2000, Nvidia sort la GeForce 2 Ultra, version plus hautement cadencée de la GeForce 2 GTS avec une mémoire plus rapide qui ne bride plus ses performances. Les cartes GeForce 2 Ultra étaient équipées d’un système de refroidissement plus performant pour dissiper l’énergie générée par l’augmentation de la fréquence. Les GeForce 2 Ultra étaient rares et chères : près de 600 €. Nvidia sortit aussi les GeForce 2 Pro, qui étaient constituées d’une GeForce 2 GTS normale équipée de meilleure mémoire, et ce pour un prix nettement inférieur.
En mai 2001, pour compléter par le bas la GeForce 3, la GeForce 2 MX est déclinée en GeForce 2 MX200 et GeForce 2 MX400. En octobre 2001, pour accompagner par le bas la gamme des GeForce 3 Titanium, Nvidia sort une GeForce 2 Ti de performance intermédiaire entre la GeForce 2 Pro et Ultra.
Caractéristiques communes
- Gravure en 180 nm
- 19 millions de transistors (NV11 : GeForce2 MX)
- 25 millions de transistors (NV15-16 : GeForce2 Ti, Pro, GTS, Ultra)
- T&L matériel (DirectX 7) - OpenGL 1.2
- Unités de texturing gérant deux Texels
- AGP 4x et PCI

Gamme, fréquence et performances théoriques
| Caractéristique                 | GeForce 2 GTS | GeForce 2 Ultra | GeForce 2 Pro | GeForce 2 Ti | GeForce 2 MX (modèle d’origine) | GeForce 2 MX 200 | GeForce 2 MX 400 |
| ------------------------------- | ------------- | --------------- | ------------- | ------------ | ------------------------------- | ---------------- | ---------------- |
| Fréquence GPU (MHz)             | 200           | 250             | 200           | 250          | 175                             | 175              | 200              |
| Unités de texturing             | 4             | 4               | 4             | 4            | 2                               | 2                | 2                |
| Fillrate (GTexel/s)             | 1,6           | 2               | 1,6           | 2            | 0,7                             | 0,7              | 0,8              |
| Quantité de mémoire Mo          | 32 / 64       | 64              | 64            | 64           | 32                              | 32               | 32 / 64          |
| Type de mémoire                 | DDR           | DDR             | DDR           | DDR          | SDR                             | SDR              | SDR              |
| Largeur bus mémoire             | 128 bits      | 128 bits        | 128 bits      | 128 bits     | 128 bits                        | 64 bits          | 128 bits         |
| Fréquence de la mémoire (MHz)   | 166           | 230             | 200           | 200          | 166                             | 166              | 166              |
| Bande passante théorique (Go/s) | ~5,3          | ~7,4            | 6,4           | 6,4          | ~5,3                            | ~2,7             | ~5,3             |

### GeForce 3
Les GeForce 3 (NV20) furent les premières cartes à avoir des unités programmables (à la différence des générations de puces graphiques précédentes qui avaient des fonctions fixes préétablies et donc non modifiables). Les « programmes », nommés shaders, permettent de créer un nombre infini d’effets. De puissance brute équivalente à celle des GeForce 2 Ultra, les GeForce 3 se distinguaient par une variété et une qualité d’effets impossibles à obtenir avec les générations précédentes. Le processeur graphique de la Xbox (première du nom) est un Nvidia NV2A, variante du NV20 adapté aux consoles (prix, partage de la mémoire, etc.). Les fonctions et les performances sont comparables.
À partir d’octobre 2001, Nvidia sort la gamme Ti (comme Titanium), qui se caractérise par des modèles ayant un meilleur rapport performance/prix (par augmentation des performances ou par baisse des prix). Nvidia profite aussi du lancement de la gamme Titanium pour sortir ses nouveaux pilotes Detonator XP qui améliorent les performances de toutes les GeForce 3.
Caractéristiques communes à toute la gamme
- Gravure en 150 nm
- 57 millions de transistors (NV20)
- Shader (Vertex et Pixel Shader 1.1) (DirectX 8) - OpenGL 1.3
- 4 unités de texturing gérant deux Texels
- 64 Mo de mémoire DDR sur bus 128 bits
- AGP 4x et PCI

Gamme et fréquences
| Caractéristique                 | GeForce 3 (modèle d’origine) | GeForce 3 Ti200 | GeForce 3 Ti500 |
| ------------------------------- | ---------------------------- | --------------- | --------------- |
| Fréquence GPU (MHz)             | 200                          | 175             | 240             |
| Fillrate textures (GTexel/s)    | 1,6                          | 1,4             | 1,9             |
| Fréquence de la mémoire (MHz)   | 230                          | 200             | 250             |
| Bande passante théorique (Go/s) | ~7,4                         | 6,4             | 8               |

### GeForce 4 Ti

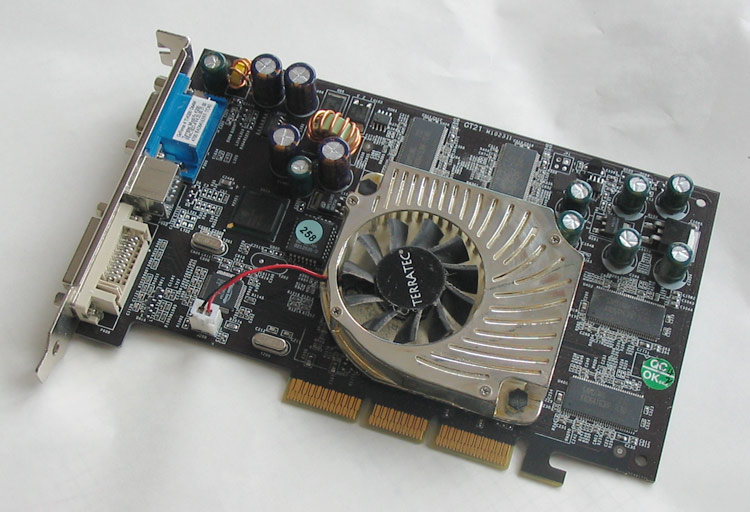
GeForce 4200.

La GeForce 4 Ti (NV25) est une évolution de la GeForce 3. Grâce à une meilleure maîtrise des procédés de fabrication, la GeForce 4 Ti est plus hautement cadencée que ses prédécesseurs, et grâce à l’augmentation du nombre de transistors, elle bénéficie d’optimisations qui permettent d’avoir des performances pratiques plus proches des performances théoriques. La GeForce 4 bénéficie aussi d’une évolution des shaders qui donne plus de liberté aux programmeurs (liberté de faire mieux, plus complexe ou différemment).
Caractéristiques communes à toute la gamme
- Gravure en 150 nm
- 63 millions de transistors (NV25-28 : GeForce4 Ti)
- Shader (dont Pixel Shader 1.3) (DirectX 8.1) - OpenGL 1.3
- 4 unités de texturing gérant deux Texels
- 128 Mo de mémoire DDR sur bus 128 bits (parfois 64 Mo pour la GeForce 4 Ti4200)
- AGP 4x (AGP 8x après novembre 2002, les TI4800 et 4800SE ne sont que des TI4600 et TI4400 en AGP 8x)

Gammes et fréquences
| Caractéristique                    | GeForce 4 Ti4200 | GeForce 4 Ti4400 | GeForce 4 Ti4600 | GeForce 4 Ti4800 | GeForce 4 Ti4800SE |
| ---------------------------------- | ---------------- | ---------------- | ---------------- | ---------------- | ------------------ |
| Fréquence GPU (MHz)                | 225              | 275              | 300              | 300              | 275                |
| Fillrate textures (GTexel/s)       | 1,8              | 2,2              | 2,4              | 2,4              | 2,2                |
| Fréquence mémoire (MHz)            | 250              | 275              | 325              | 325              | 275                |
| Bande passante mémoire (Go/s)      | 8                | 8,8              | 10,4             | 10,4             | 8,8                |
| Opérations par seconde (milliards) | 1,03             | 1,12             | 1,23             | 1,23             | 1,12               |

### GeForce 4 MX
Le GeForce 4 MX est un processeur graphique destiné à l’entrée de gamme, et qui est sorti en même temps que le GeForce 4 Ti. Pourtant, le GeForce 4 MX est techniquement proche du GeForce 2 MX, avec un certain nombre d’améliorations et de fonctions multimédias (fonctions autres que le calcul de scène en trois dimensions) venant effectivement de la gamme GeForce 4 Ti.
Caractéristiques communes à toute la gamme
- Gravure en 150 nm
- 29 millions de transistors (NV17-18 : GeForce 4 MX)
- T&L matériel (DirectX 7) - OpenGL 1.2
- 2 unités de texturing gérant deux Texels
- 64 Mo de mémoire
- AGP 4x

Gamme et fréquences
| Caractéristique               | GeForce 4 MX 420 | GeForce 4 MX 440-SE / AGP 8X | GeForce 4 MX 440 | GeForce 4 MX 440 / AGP 8X | GeForce 4 MX 460 |
| ----------------------------- | ---------------- | ---------------------------- | ---------------- | ------------------------- | ---------------- |
| Processeur                    | NV17             | NV18                         | NV17             | NV18                      | NV17             |
| Fréquence GPU (MHz)           | 250              | 270                          | 270              | 270                       | 300              |
| Fillrate textures (GTexel/s)  | 1                | ~1,1                         | ~1,1             | ~1,1                      | 1,2              |
| Type de mémoire               | DDR              | DDR                          | DDR              | DDR                       | DDR              |
| Largeur bus mémoire (bits)    | 64               | 64                           | 128              | 128                       | 128              |
| Fréquence mémoire (MHz)       | 166              | 166                          | 200              | 250                       | 275              |
| Bande passante mémoire (Go/s) | ~2,7             | ~5,3                         | 6,4              | 8                         | 8,8              |

### GeForce 5 FX

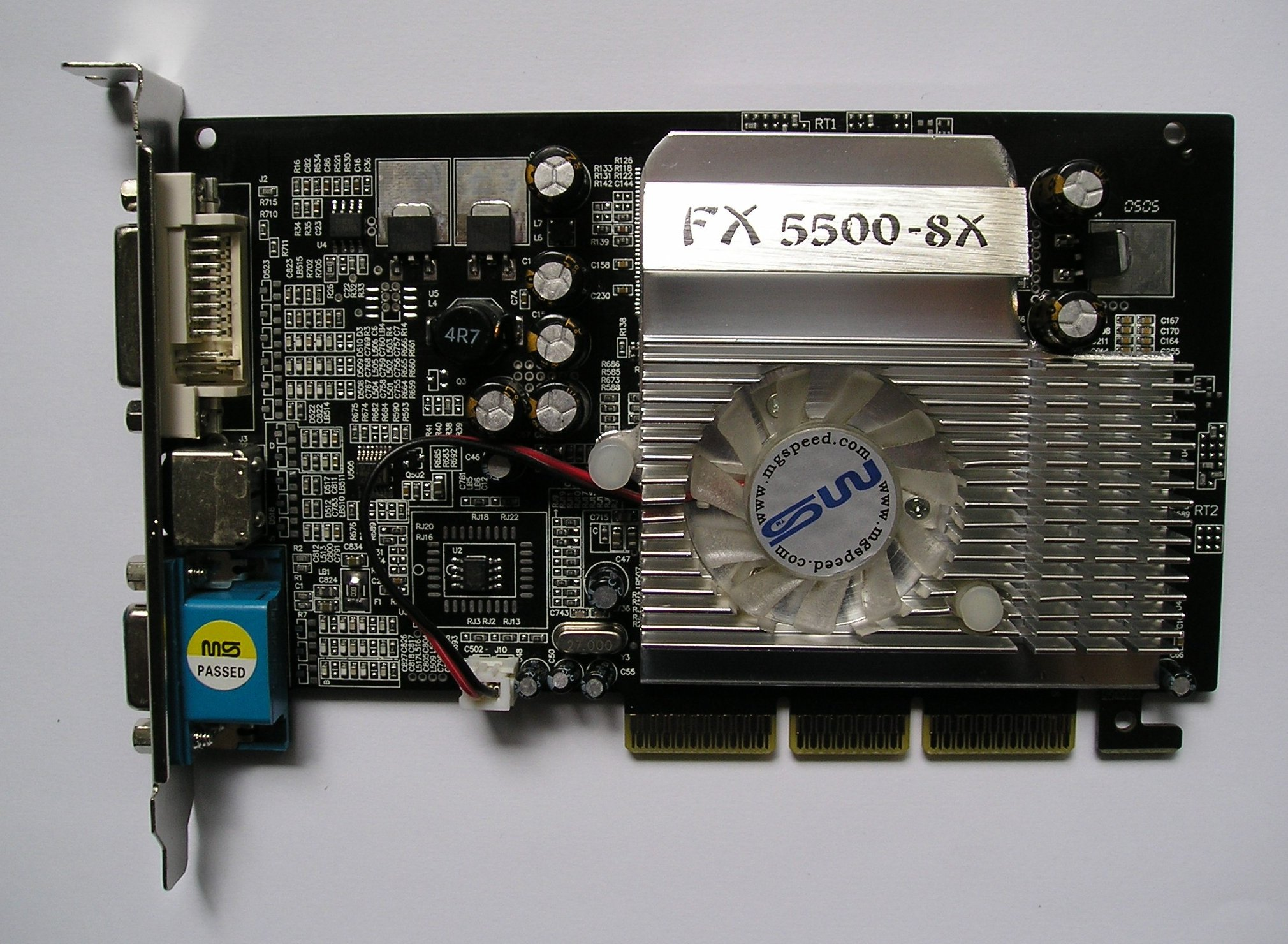
GeForce FX 5500 SX.

Techniquement parlant, la série des GeForce FX (ou GeForce 5) fut introduite par l’arrivée de la GeForce FX5800 Ultra, modèle de nombreuses fois retardé à cause de la complexité de production. Il introduit non seulement de nouvelles technologies, mais il fut le premier modèle à utiliser de la DDR II, cadencée à 1 GHz. À cause de la chaleur interne de la carte, un système fut développé par ABIT sous le nom de OTES. Il s’agissait du premier modèle de OTES, performant mais malheureusement extrêmement bruyant. Seule la marque Leadtek (qui fut la première à distribuer des modèles de FX 5800, sous le nom de A300 TD et Ultra) mit au point un système de refroidissement basé sur un boîtier entièrement en aluminium qui recouvrait la carte et la ventilait grâce à deux ventilateurs (l’un faisait passer l’air frais dans le boîtier, puis, après un passage dans le radiateur, il était extrait de celui-ci par un second ventilateur chargé de l’extraction). Si l’idée pouvait paraître astucieuse, elle n’en est pas moins restée très bruyante, et la carte pouvait largement monter dans les 110 °C. La carte sortit avec presque 6 mois de retard, les délais n’étaient pas respectés, et ce fut un échec commercial total pour Nvidia qui perdit le monopole du chipset graphique pour la première fois face à ATI et leur surpuissante 9700 Pro[réf. nécessaire]. Les GeForce FX 5800 normale et Ultra furent produites en très peu d’exemplaires et sont quasiment des pièces de collection. Les rares modèles se négocient[Quand ?] aux alentours des 300 €.
Toutefois le modèle fut décliné.

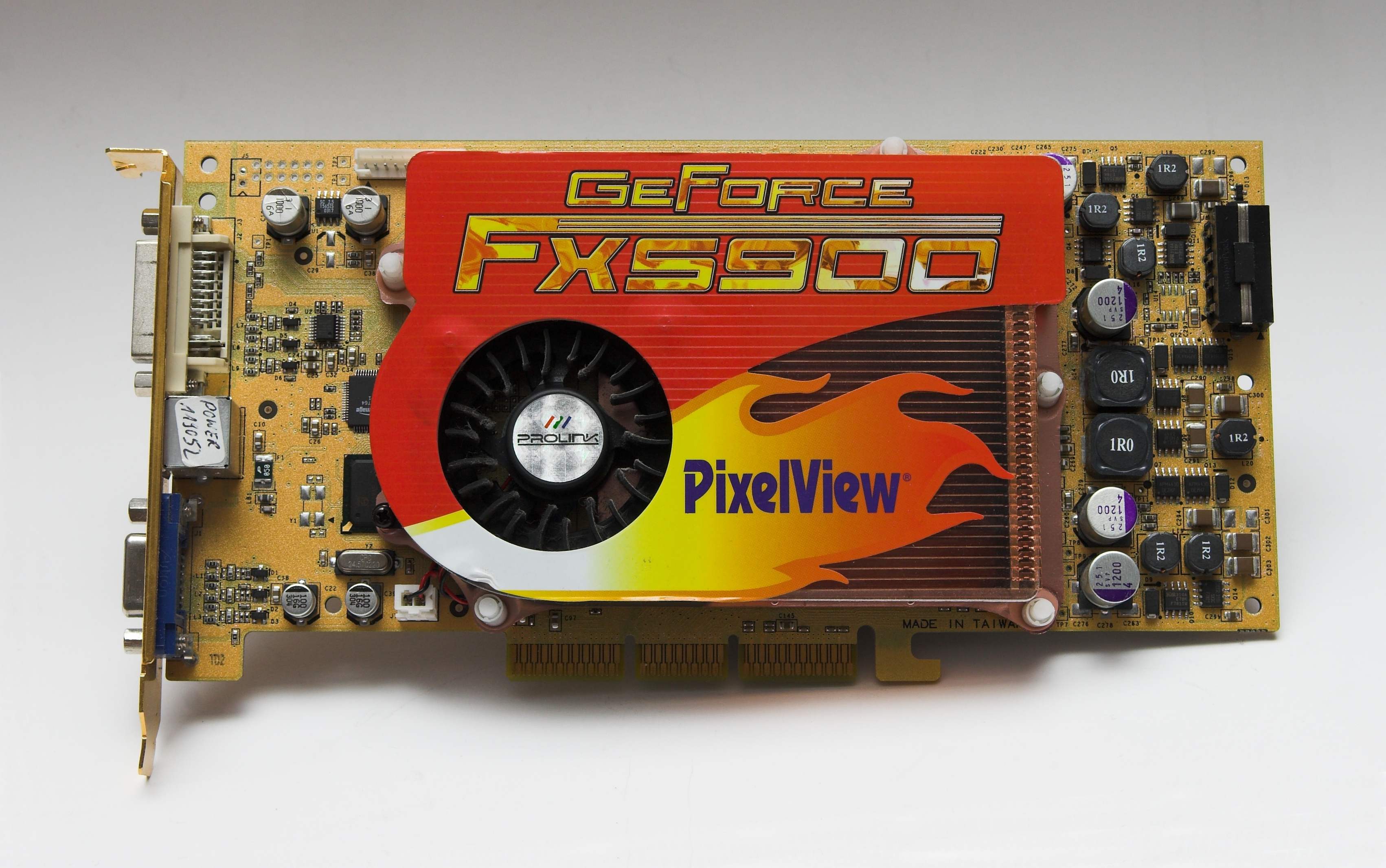
GeForce FX 5900.

Les GeForce FX 5600 sont en réalité basées sur des cœurs de FX 5800 Ultra et sont uniquement des dérivés. La DDR II laisse la place à de la classique DDR. Les capacités sont réduites et on obtient ainsi un modèle milieu de gamme plutôt performant. Deux modèles de FX 5600 Ultra sont sortis d’usine : la différence réside dans la fréquence du GPU, qui est de 350 ou de 400 MHz. Si les performances s’en sont trouvées améliorées, ce fut encore un mauvais coup de pub pour Nvidia. Puis vint la relève. Cette nouvelle gamme s'ouvre avec l’introduction de la GeForce FX 5900 Ultra (et le modèle normal par la suite). Elle abandonne la DDR II de son aînée au profit de la DDR I, les fréquences sont elles aussi baissées, toutefois la FX 5900 profite de 256 bits là où la FX 5800 Ultra n’en avait que 128. Les performances ne sont pas largement supérieures, elles seraient même en deçà, mais la FX 5900 profite de ses 256 bits en haute résolution et dispose en réalité d’une durée de vie assez courte. Elle marque juste le changement de nom et sert à l’introduction du modèle le plus haut de gamme des GeForce 5 : la GeForce 5950 Ultra. En même temps que la sortie de celle-ci (censée être opposée à la vague ATI 9800 Pro puis XT), Nvidia profite du changement de gamme pour sortir la FX 5700 SE, normale et Ultra, censée remplacer les vieillissantes FX 5600. Toutefois, Nvidia commet encore une erreur (moindre) en sortant simultanément ses FX 5700 Ultra et des dérivées de FX 5900 Ultra qui sont les FX 5900 XT. Les deux modèles sont quasiment équivalents, toutefois la seconde profite de son architecture plus récente et de meilleures spécificités, tout cela pour un prix quasi similaire. Enfin, bien longtemps après, Nvidia écoule les stocks en proposant des cartes de type FX 5300 ou FX 5500 qui sont destinées davantage aux ordinateurs vendus en supermarchés à cause de leur performances médiocres. Elle profite de 256 bits et 256 DDR, mais les scores sous Aquamark dépassent rarement les 3 000 points (contre entre 48 000 et 60 000 pour les modèles les plus puissants de la gamme). Finalement, la série des GeForce introduit de nouvelles technologies, malheureusement pas contrôlées. Et même si elle est considérée comme la phase noire de Nvidia, l’introduction des FX 5900 a permis de rattraper le retard.
Caractéristiques de la gamme
- Gravure en 150 nm (NV34), 130 nm (NV30-31-35-36-38)
- 47 millions de transistors (NV34 : GeForce FX 5200-5300-5500)
- 80 millions de transistors (NV31-36 : GeForce FX 5600-5700VE/LE)
- 82 millions de transistors (NV36 : GeForce FX 5700-PCX 5750)
- 125 millions de transistors (NV30 : GeForce FX 5800)
- 135 millions de transistors (NV35-38 : GeForce FX 5900-5950)
- DirectX 9.0b - OpenGL 1.5
- 4 à 8 unités de texturing
- 64-128-256 Mo de mémoire
- AGP 4x/8x et modèle PCX pour PCI Express 16x

Gamme et fréquences
| Caractéristique                 | GeForce FX 5200 | GeForce FX 5200 Ultra | GeForce FX 5600 | GeForce FX 5600 XT (128/256) | GeForce FX 5600 Ultra | GeForce FX 5700 LE | GeForce FX 5700 | GeForce FX 5700 Ultra | GeForce FX 5800 | GeForce FX 5800 Ultra | GeForce FX 5900 XT | GeForce FX 5900 Value | GeForce FX 5900 | GeForce FX 5900 Ultra | GeForce FX 5900 ZT |
| ------------------------------- | --------------- | --------------------- | --------------- | ---------------------------- | --------------------- | ------------------ | --------------- | --------------------- | --------------- | --------------------- | ------------------ | --------------------- | --------------- | --------------------- | ------------------ |
| Fréquence GPU (MHz)             | 250             | 325                   | 325             | 235                          | 350                   | 250                | 425             | 475                   | 400             | 500                   | 350                | 400                   | 450             | 450                   | 350                |
| Fillrate (GTexel/s) en pratique | 0,8             | 1,1                   | 1,1             | 1,3                          | 1,6                   | ?                  | 3,3             | ?                     | ?               | ?                     | 3.2                | 2.8                   | 3.2             | 3.6                   | 2.6                |
| Type mémoire                    | DDR             | DDR                   | DDR             | DDR                          | DDR II                | DDR                | DDR             | DDR II                | DDR II          | DDR II                | DDR                | DDR II                | DDR             | DDR II                | DDR II             |
| Mémoire ( Mo)                   | 64 / 128        | 64 / 128              | 128             | 128                          | 128                   | 128                | 128             | 128                   | 128             | 256                   | 128                | 128/256               | 128/256         | 256                   | 128                |
| Fréquence de la mémoire (MHz)   | 250             | 325                   | 275             | 275                          | 350/425               | 200                | 275             | 450                   | 400             | 500                   | 350                | 275                   | 425             | 500                   | 350                |
| Largeur bus mémoire (bits)      | 128             | 128                   | 128             | 128                          | 128                   | 128                | 128             | 256                   | 128             | 128                   | 256                | 256                   | 256             | 256                   | 256                |
| Bande passante théorique (Go/s) | 8               | 10,4                  | 8,8             | 8,8                          | 11,2 - 13,6           | 6,4                | 8,8             | 28,8                  | 12,8            | 16                    | 22,4               | 17,6                  | 27,2            | 32                    | 22,4               |

### GeForce 6

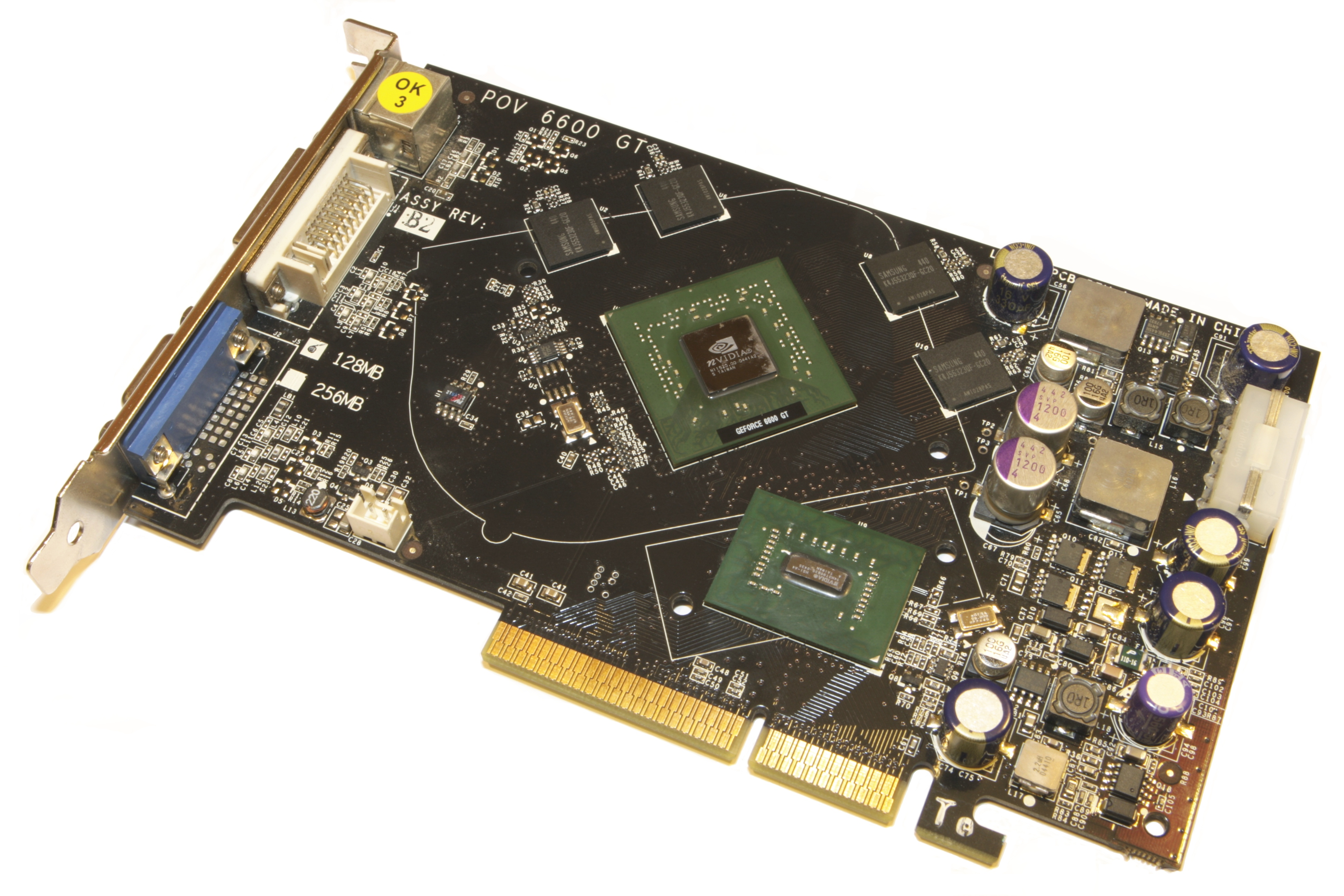
GeForce 6600GT.

Lancée en 2004, la famille des cartes GeForce 6 (6200/6600/6800) se divise en 3 catégories :
- 6200 : cartes pour petits budgets en entrée de gamme de la marque
- 6600 : cartes milieu de gamme de la marque, valables pour les jeux
- 6800 : cartes haut de gamme de la marque (les plus puissantes jusqu’à l’arrivée de la génération suivante GeForce 7800GT/GTX)

Ces cartes sont dotées de nouvelles technologies comme le PureVideo qui permet un décodage de flux vidéo haute définition (cette évolution n’est toutefois pas fonctionnelle sur la série 6800 avec connecteur AGP).
Ces cartes disposent aussi de toutes nouvelles fonctions Shader Model 3 et HDR que la concurrence (ATI Radeon X7xx X8xx) n’a pas. C’est aussi avec ces cartes que la technologie SLI (Scalable Link Interface) fut remise au goût du jour. Celle-ci permet à deux cartes PCI-Express de communiquer entre elles pour augmenter les performances de calcul 3D.
La gamme des GeForce 6xxx signe aussi l’introduction du PCI Express destiné à remplacer l’AGP 8x vieillissant introduit avec les GeForce 4.
Caractéristiques de la gamme
- Gravure en 130 nm (NV40-41-42-45), 110 nm (NV43-44)
- 77 millions de transistors (NV43-44 : GeForce 6200-6500)
- 146 millions de transistors (NV43 : GeForce 6600)
- 222 millions de transistors (NV40-41-42-45 : GeForce 6800)
- DirectX 9.0c - OpenGL 2.1
- 2 à 16 unités de texturing
- 128-256 Mo de mémoire
- AGP 8x - PCI Express 16x 1.0

#### 6800GT
La carte GeForce 6800GT se décline en deux catégories. La première est la version AGP (Accelerated Graphic Port). 
Cette carte est dotée de 16 pixels pipeline et 6 vertex engine, elle est cadencée à 350 MHz pour le processeur graphique, de type NV40. La mémoire est quant à elle cadencée à 1 GHz (500 MHz DDR). Sur cette version AGP, le Pure Video est inopérant.
Caractéristiques du GeForce 6800 GT AGP
- Gravure : 130 nm
- Fréquence core : 350 MHz
- Transistors : 222 millions
- Ramdac : 400 MHz
- Version DirectX : DirectX 9.0c
- Pipelines : 16
- Mémoire embarquée : 256 Mo
- Fréquence mémoire : 500 MHz
- Interface mémoire : 256 bits
- Bande passante : 32 Go/s

La seconde version, pour port PCI Express, reprend toutes les caractéristiques de la 6800GT AGP, seul le processeur graphique est modifié, le NV40 est remplacé par un NV42 qui lui est compatible avec le PureVideo.
La carte a besoin d’être alimentée par un connecteur Molex qui se branche sur l’alimentation.
Caractéristiques du GeForce 6800 GT PCI
La gamme des GeForce 6xxx a permis l’introduction de nouvelles technologies comme le SLI ou encore le décodage matériel du format vidéo H.264, et reste encore une gamme de cartes extrêmement puissantes bien que vieillissantes.
Les 6200 ont permis de développer de manière plutôt efficace la vente de cartes graphiques pour ordinateurs de supermarché, car elles introduisaient la technologie TC « turbo cache » qui consiste à renforcer les performances de la carte et à utiliser la mémoire du PC en cas de besoin (Aquamark environ : 22 000-25 000 points). Les 6600 sont longtemps restées dans le cœur des joueurs.
Il existe plusieurs variantes comme la 6600 ou la 6600 256DDR ou encore les fameuses 6600 ultra, mais les cartes qui ont sans doute le plus développé les ventes de Nvidia sont les 6600 GT. Elles disposent de performances hors normes pour le prix proposé, et Nvidia les propose de manière abondante en format PCI Express et AGP. De plus elles s’overclockent de façon excellente et se comportent parfaitement bien dans toutes les situations. Jamais un milieu de gamme ne s’était aussi bien vendu. Pari réussi pour Nvidia.

### GeForce 7

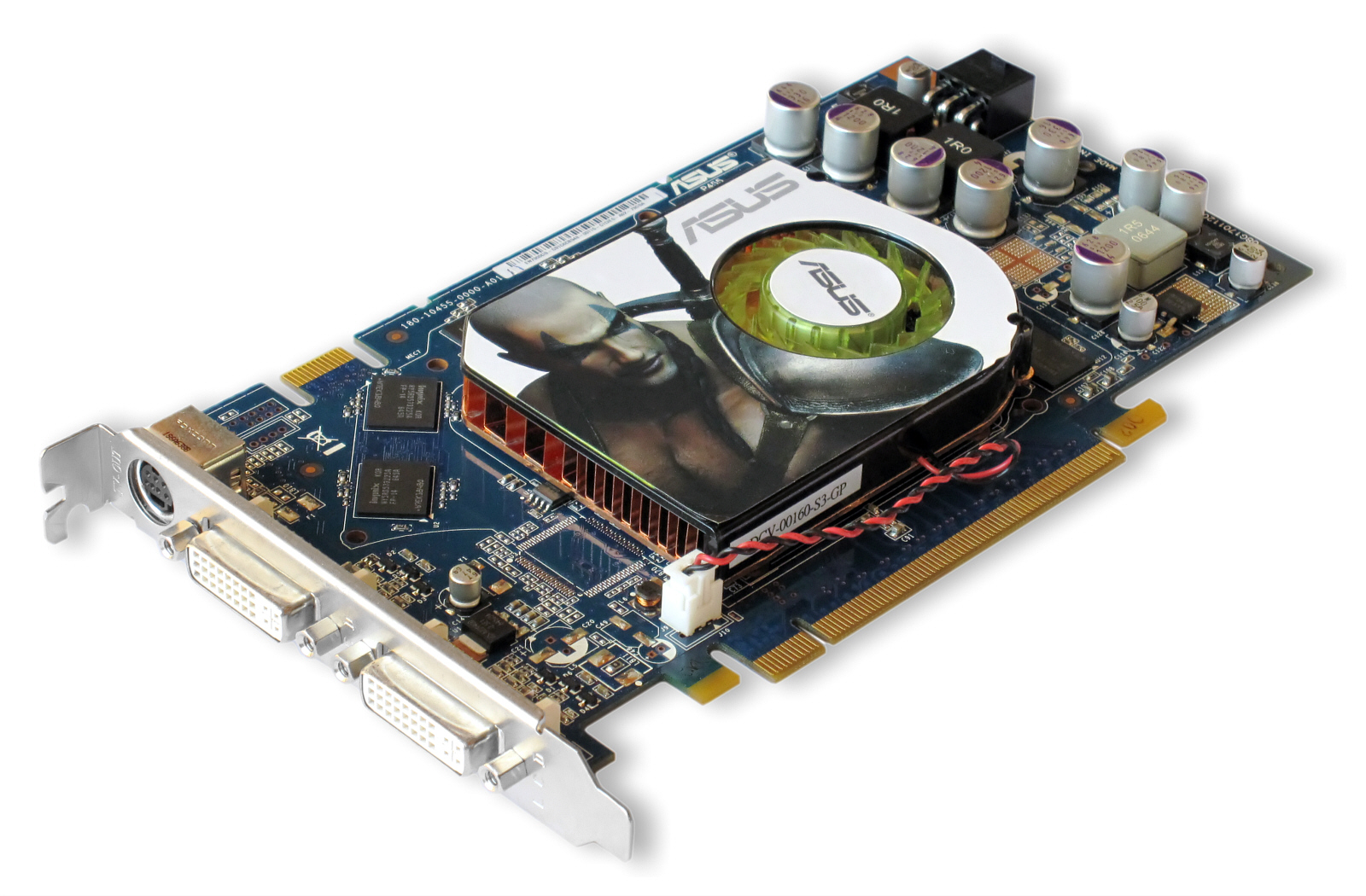
GeForce 7900GS.

Le 22 juin 2005, Nvidia dévoile sa toute nouvelle carte graphique de la gamme GeForce : la GeForce 7800 GTX, toute première de la série GeForce 7xxx. Une annonce mondiale qui, pour une fois, est suivie de la sortie et de la disponibilité immédiate du produit. Revers de la médaille, le prix de cette nouvelle carte s’élève à près de 550 € au moment de sa sortie. Les GeForce 7xxx sont en réalité, bien qu’elles semblent totalement différentes, de simples évolutions architecturales des GeForce 6xxx et gardent les traits principaux de leurs grandes sœurs. À configuration égale, la GeForce 7800 GTX est 20 % à 40 % plus rapide que son ainée la GeForce 6800 Ultra. Comme pour la 6800, le branchement de deux cartes en parallèle apporte un net gain de performances.
La GeForce 7xxx marque aussi l’introduction de nouvelles technologies (ce procédé fut entamé avec les GeForce 6xxx, comme ce fut le cas des GeForce 6600GT Duo ou les 6800 Ultra SLI-Dual qui ne sont jamais sorties). Ici on retrouve tout d’abord les 7800GTX512 qui sont des 7800GTX arborant 512 Mo de DDR III cadencés à 850 MHz (1 700 MHz) afin de lutter contre les ATI X1800XTX). Elles furent rares et extrêmement chères (850 €) et leur système de ventilation signé CoolerMaster fut très prisé par les joueurs de par son silence dû à un ventilateur de 8 cm et à sa taille surdimensionnée, avec 4 heat pipes. Puis ce fut le tour des bi-7800 GT, uniquement produites par la firme ASUS à 2 000 exemplaires, toutes numérotées au laser. Il s’agit en fait de deux 7800GT aux cadences de 7800GTX (moins les quad engine). Elles coûtaient, lors de leur sortie[Quand ?], environ 1 000 €. De plus, il faut les alimenter par une alimentation externe fournie. Enfin sortirent les surpuissantes et très largement produites 7950GX2 : il s’agit de deux 7900 mises en SLI via deux PCB superposés. Elles introduisirent donc le QUAD-SLI avec quatre 7900 en simultané.
Si les performances de cette nouvelle carte graphique ont beau être évidentes, elle ne présente pas pour autant un grand nombre d’évolutions ; elle en est elle-même une de la GeForce 6800, en rapportant la même structure avec quelques petites différences et retouches. La 7800 embarque près de 302 millions de transistors (80 millions de plus que la GeForce 6800 Ultra) gravés en 0,11 µm. Mais les principales améliorations se trouvent au niveau du pipeline au sein duquel sont réalisés la plupart des calculs. Ainsi par rapport à la 6800, les vertex pipelines (liés au traitement des côtés des polygones) passent de 6 à 8 et les pixels pipelines (liés au traitement des pixels) de 16 à 24. Le gain de performance est pratiquement proportionnel aux pipelines en plus. Les 256 Mo de mémoire implantés sur la carte disposent, quant à eux, d’une interface 256 bits assurant une bande passante en accord avec les capacités du processeur.
Les GeForce série 7 se décomposent en quatre sous-familles correspondant à quatre processeurs de type G7x :
- Les G70 et G71 correspondent aux cartes graphiques haut de gamme
  - G70 : GeForce 7800GS, 7800GT, 7800GTX
  - G71 : GeForce 7800GS+, 7900GS, 7900GT, 7950GT, 7900GTO, 7900GTX, 7900GX2, 7950GX2
- Le G72 correspond aux cartes graphiques bas de gamme
  - GeForce 7100GS, 7200GS, 7300 SE, 7300 LE, 7300GS, 7500 LE
- Le G73 correspond aux cartes graphiques milieu de gamme
  - GeForce 7300GT, 7600GS, 7600GT, 7650GS

Ces quatre familles diffèrent par :
- La largeur du bus mémoire :
  - 256 bits pour les G70 et G71
  - 64 bits pour le G72
  - 128 bits pour le G73
- Le nombre de transistors et d’unités de calcul :
  - Le G70 est pourvu de 302 millions de transistors, de 8 à 16 unités ROP, de 16 à 24 Pixel shaders, de 6 à 8 vertex shaders
  - Le G71 est pourvu de 278 millions de transistors, de 12 à 16 unités ROP, de 8 à 24 Pixel shaders, de 7 à 8 vertex shaders
  - Le G72 est pourvu de 112 millions de transistors, 2 unités ROP, de 2 à 4 Pixel shaders, de 2 à 3 vertex shaders
  - Le G73 est pourvu de 178 millions de transistors, de 4 à 8 unités ROP, de 8 à 12 Pixel shaders, de 4 à 5 vertex shaders
- La finesse de gravure :
  - 110 nm pour le G70
  - 90 nm pour les G71, G72 et G73
  - 80 nm pour certains G73 (GeForce 7650GS)

Les fréquences de fonctionnement de ces GPU ne dépendent pas de ces familles, de même que la présence d’un bus AGP ou PCI Express. Ainsi, on peut trouver des G73 cadencés à 560 MHz (GeForce 7600GT) ou 350 MHz (GeForce 7300GT) par exemple.
Caractéristiques générales de la gamme
- Gravure en 110 nm (G70), 90 nm (G71-72-73)
- 112 millions de transistors (G72 : GeForce 7200-7300GS-7500LE)
- 178 millions de transistors (G73 : GeForce 7300GT-7600-7650)
- 278 millions de transistors (G71 : GeForce 7900-7950)
- 302 millions de transistors (G70 : GeForce 7800)
- DirectX 9.0c - OpenGL 2.1
- 2 à 24 unités de texturing
- 64-128-256-512 Mo de mémoire
- AGP 4x/8x - PCI Express 16x 1.0

#### 7500LE
La carte graphique NVidia GeForce 7500 LE (LE signifiant Lite Edition) est principalement conçue pour les ordinateurs d’entrée de gamme vendus dans le commerce. Par conséquent, ses performances sont suffisantes pour regarder des vidéos en Haute Définition (HD), exploiter l’interface Aero de Windows Vista ou faire de la retouche photographique. En revanche, la plupart des jeux modernes ont des difficultés à fonctionner convenablement avec cette carte graphique.
Caractéristiques
| Modèle                                                 | GeForce 7500 LE (Lite Edition) |
| ------------------------------------------------------ | --- |
| Processeur                                             | NV46 / G72 |
| Bus ou port                                            | PCI Express 16x |
| Shaders Pixel/Vertex                                   | 4/3 |
| Fréquence GPU (MHz)                                    | 450 ou 552 (selon le modèle) |
| Fillrate pixels (GPixel/s)                             | 0,9 à ~1,1 (selon le modèle) |
| Fréquence Shader (MHz)                                 | ? |
| Support de la technologie T&L (transform and lighting) | Oui |
| Support Pixels Shaders                                 | version 3.0 |
| Support Vertex Shaders                                 | version 3.0 |
| Support de la fonction HDR (high dynamic range)        | Oui |
| Fréquence de la mémoire (MHz)                          | 324 ou 400 (selon le modèle) |
| Largeur bus mémoire (bits)                             | 64 |
| Vitesse du bus mémoire                                 | 1,3 GHz |
| Bande passante théorique (Go/s)                        | ~5,2 à 6,4 (selon le modèle) |
| Quantité de mémoire ( Mo)                              | 128 Mo (jusqu’à 728 Mo en Turbocache, selon la quantité de RAM système) ou 256 Mo (jusqu’à 1024 Mo en Turbocache, selon la quantité de RAM système), diffère selon le modèle |
| Nb. ROP                                                | 2 |
| version de DirectX supportée                           | 9.0c |
| date de commercialisation                              | 3e trimestre 2006 |

#### 7600GT

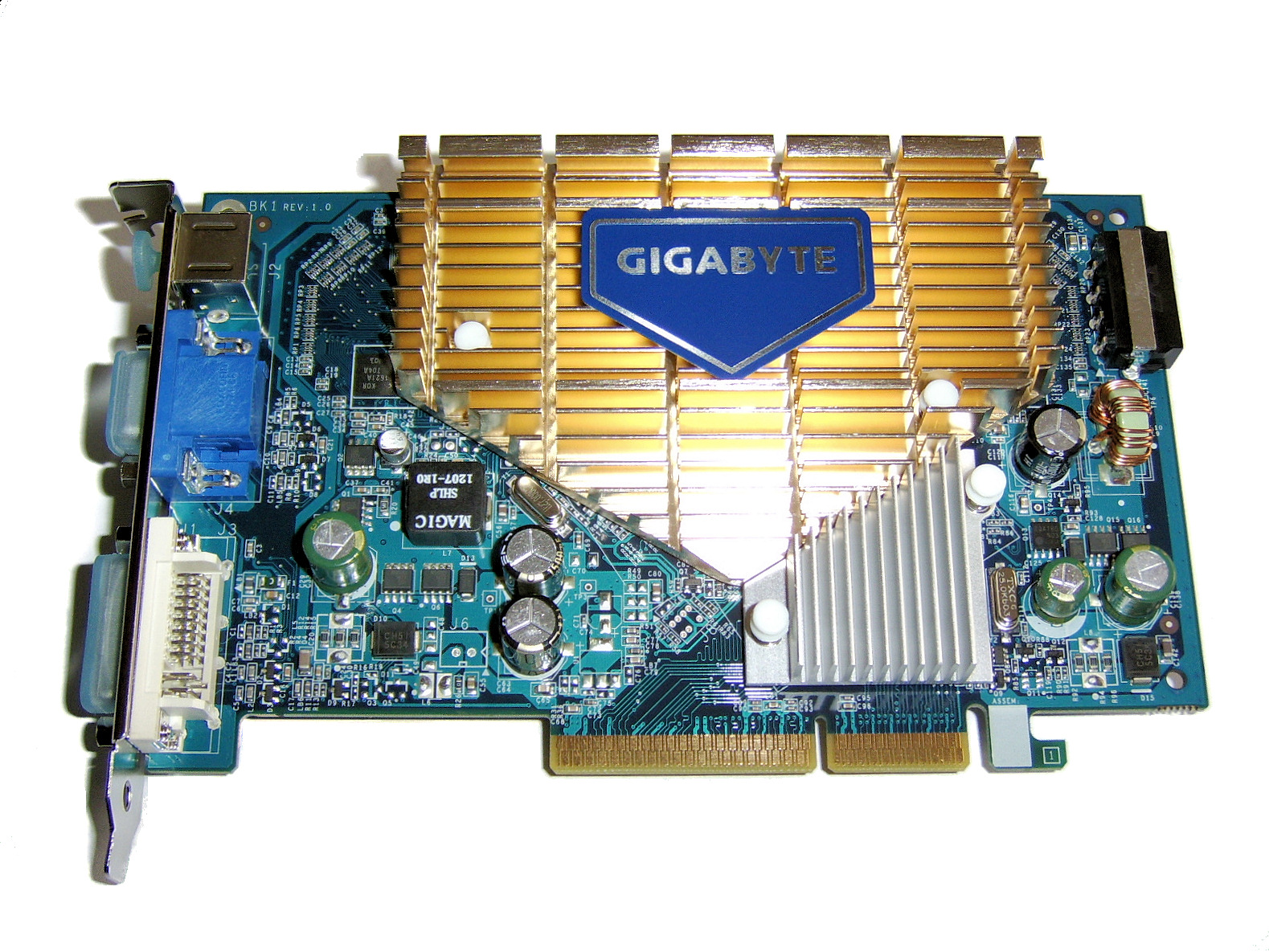
GeForce 7600GS.

La Nvidia 7600GT est un modèle de carte graphique de milieu de gamme de la série 7 Nvidia, apparue sur le marché en avril 2006. Cette carte a un excellent rapport qualité/prix, car elle emporte 256 Mo de mémoire DDR3 cadencée à 560/1 400 MHz, pour un prix raisonnable, ce qui la rend intéressante pour les joueurs aux moyens financiers limités. 
Caractéristiques
- Bus (ou Port) : AGP 8x ou PCI Express 16x
- Largeur bus mémoire : 128 bits
- Taille mémoire vidéo : 256 Mo
- Type de mémoire : GDDR3
- Nombre de pipelines : 12
- Nombre de vertex : 5
- Nombre de ROPs : 8
- Fréquence : 560/1 400 MHz
- Compatible SLI (seulement pour le PCI Express) (système à double carte graphique)
- Compatible DirectX 9.0c
- Versions des shaders models supportées : Pixels Shaders 3.0, Vertex Shaders 3.0, HDR (High Dynamic Range)
- Débit : 22,4 Gio/s
- Elle possède, entre autres, une sortie HD pour la télévision à haute définition, suivant le modèle.
- Mise en commerce : 2006

Sa concurrente officielle chez ATI/AMD est la Radeon X1650XT.

### GeForce 8

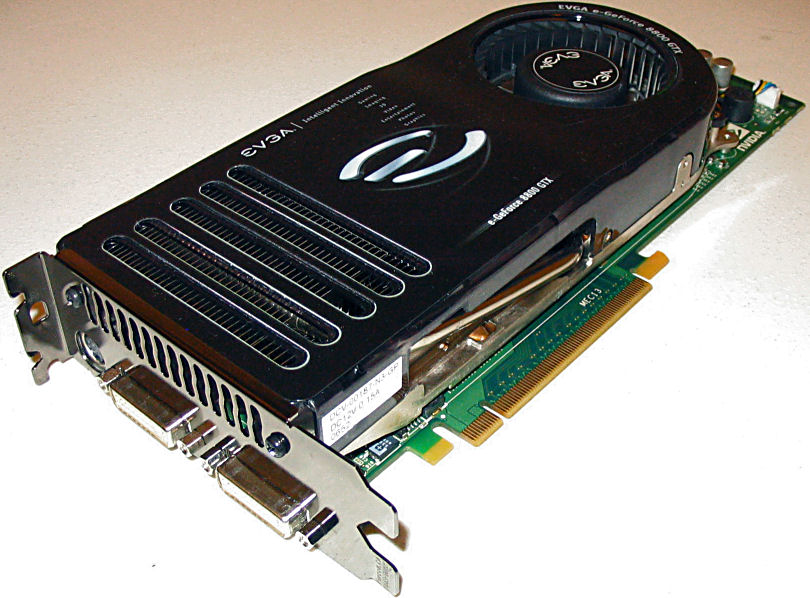
GeForce 8800GTX.

Sorties le 8 novembre 2006, les GeForce 8800 GTX et 8800 GTS sont les premières cartes graphiques supportant DirectX 10 et ayant des shaders unifiés : les Vertex Shaders et les Pixel Shaders ont fusionné en une seule entité capable de remplir successivement le rôle de l’un ou de l’autre, ainsi que le nouveau rôle de Geometry Shader. D’une organisation interne et logique très différente des cartes précédentes, les performances sous DirectX 9.0c des GeForce 8800 sont au moment de leur sortie deux fois supérieures à celles des meilleures cartes de la génération précédente. 
La déclinaison GeForce 8M, basée sur la série des GeForce 8 des processeurs graphiques, est destinée aux ordinateurs portables. Les déclinaisons GeForce 8400M GS et 8300M GS sont destinées aux intégrateurs, elles devraient équiper les PC d’entrée de gamme. Elles sont techniquement très proches des GeForce 8500 GT avec cependant un bus mémoire réduit à 64 bits ; alors que la GeForce 8300M GS comporte 8 unités de ROPs (contre 4 pour la 8500 GT), la 8400M GS embarque le moteur Pure Vidéo 2 (absent sur la 8300 GS) permettant un décodage des flux vidéo Haute-définition avec une utilisation minimale du processeur. Les cartes 8800M GT et 8800M GTS 512 Mo, dernières sorties de la série 8, sont équipées du nouveau GPU G92 et de Battery Boost permanent d'augmenter l'autonomie des ordinateurs portables. 
Caractéristiques
| Modèle                           | GeForce 8300 GS | GeForce 8400 GS | GeForce 8500 GT (256 Mio) | GeForce 8600M GS (mobile) | GeForce 8600M GT (mobile) | GeForce 8600 GTS | GeForce 8600 GT | GeForce 8800 GTX | GeForce 8800 GTS (640 Mio) | GeForce 8800 GTS (320 Mio) | GeForce 8800 GT (512 Mio) | GeForce 8800 GTS (512 Mio) | GeForce 8800 Ultra |
| -------------------------------- | --------------- | --------------- | ------------------------- | ------------------------- | ------------------------- | ---------------- | --------------- | ---------------- | -------------------------- | -------------------------- | ------------------------- | -------------------------- | ------------------ |
| Processeur                       | G86             | G86             | G86                       | G84M                      | G84M                      | G84              | G84             | G80              | G80                        | G80                        | G92                       | G92                        | G80                |
| Nombre de transistors (millions) | 210             | 210             | 210                       | 289                       | 289                       | 289              | 289             | 681              | 681                        | 681                        | 754                       | 754                        | 681                |
| Nb. Shaders unifiés              | 16              | 16              | 16                        | 16                        | 32                        | 32               | 32              | 128              | 96                         | 96                         | 112                       | 128                        | 128                |
| Fréquence GPU (MHz)              | 450             | 640             | 450                       | 600                       | 475                       | 675              | 540             | 575              | 513                        | 513                        | 600                       | 650                        | 612                |
| Fréquence Shader (MHz)           | 900             | 1 280           | 900                       | 1 200                     | 950                       | 1 450            | 1 190           | 1 350            | 1 200                      | 1 200                      | 1 500                     | 1 625                      | 1 512              |
| Fréquence de la mémoire (MHz)    | 400             | 400             | 400                       | 700                       | 700                       | 1 000            | 700             | 900              | 792                        | 792                        | 900                       | 970                        | 1 080              |
| Largeur bus mémoire (bits)       | 64              | 64              | 128                       | 128                       | 128                       | 128              | 128             | 384              | 320                        | 320                        | 256                       | 256                        | 384                |
| Bande passante théorique (Gio/s) | 6,4             | 6,4             | 12,8                      | 9,8 (22,4 avec DDR3)      | 12,8 (22,4 avec DDR3)     | 32               | 22,4            | 86,4             | 63,4                       | 63,4                       | 57,6                      | 62,1                       | 103,7              |
| Quantité de mémoire (Mio)        | 256             | 256             | 256                       | 256/512                   | 256/512                   | 256/512          | 256/512         | 768              | 640                        | 320                        | 512                       | 512                        | 512/768            |
| Nb. ROP                          | 8               | 4               | 4                         | 8                         | 8                         | 8                | 8               | 24               | 20                         | 20                         | 16                        | 16                         | 24                 |
| Fillrate textures (GTexel/s)     | 1,8             | 5,2             | 3,6                       |                           |                           | 10,8             | 8,6             | 36,8             | 24,6                       | 24,6                       | 33,6                      | 41,6                       | 39,2               |
| Fillrate pixels (GPixel/s)       | 0,9             | 2,6             | 1,8                       | 4,8                       | 3,8                       | 5,4              | 4,3             | 13,8             | 10,3                       | 10,3                       | 9,6                       | 10,4                       | 14,7               |
| Moteur de décodage HD            | Non             | Pure Vidéo 2    | Pure Vidéo 2              | Pure Vidéo 2              | Pure Vidéo 2              | Pure Vidéo 2     | Pure Vidéo 2    | Pure Vidéo 1     | Pure Vidéo 1               | Pure Vidéo 1               | Pure Vidéo 2              | Pure Vidéo 2               |                    |
| Puissance shading (GFLOPS)       | 21,6            | 43,2            | 43,2                      | 57,6                      | 91,2                      | 139,2            | 114,2           | 518              | 403                        | 345,6                      | 504                       | 624                        |                    |

### GeForce 9
Le premier modèle de GeForce 9, la 9600 GT est sortie le 21 février 2008 et se base sur un nouveau chipset dénommé G94. La 9500 GS, basée sur le chipset G84, c’est-à-dire celui des 8600 GT et 8700 GT, possède un chipset G84-50. Cette carte est surtout présente dans les ordinateurs portables de milieu de gamme sous le nom de « 9500M GS ». La dernière carte prévue pour le haut de gamme des GeForce 9 était la 9800 GTX+ (amélioration du 9800 GTX, voir ci-dessous), sortie le 20 juin 2008. Concernant le milieu de gamme, Nvidia a sorti en été 2008 la 9800 GT. Mais en fait, ce n’est pas du tout une nouvelle carte par rapport aux autres de la gamme, puisqu’il s’agit tout simplement de la 8800 GT renommée. Les caractéristiques sont exactement les mêmes avec cependant en plus une compatibilité avec la technologie Hybrid Power. Nvidia a en effet un stock important d’anciennes cartes de la génération GeForce 8 à écouler donc c’est le moyen le plus simple et le plus économique pour écouler ses stocks.
Nvidia jongla donc pendant un moment entre 2 générations de cartes graphiques avec les GeForce 9 et les GT200.
Infos supplémentaires :
- La GeForce 9200M GS est une GeForce 9300M GS avec des fréquences revues à la baisse.
- La GeForce 9300M GS avec la technologie Hybrid SLI censée combiner la GeForce 9300M GS avec le chipset intégré GeForce 9100M G en SLI, cette technologie fonctionne aussi avec la GeForce 9200M GS.
- La GeForce 9300M GS combinée en SLI hybride à son chipset intégré GeForce 9100M G aurait d'après certains tests/benchmarks les performances d'une GeForce 9400 GT de bureau.

Caractéristiques
| Modèle                           | GeForce 9200M GS (laptop) | GeForce 9300M GS (laptop) | GeForce 9400 GT | GeForce 9500 GT | GeForce 9600 GSO | GeForce 9600 GT | GeForce 9800 GT | GeForce 9800 GTX | GeForce 9800 GTX+ | GeForce 9800 GX2 |
| -------------------------------- | ------------------------- | ------------------------- | --------------- | --------------- | ---------------- | --------------- | --------------- | ---------------- | ----------------- | ---------------- |
| Processeur                       | G98                       | G98                       | G92             | G96             | G92              | G94             | G92             | G92              | G92               | G92              |
| Nombre de transistors (millions) |                           |                           | 754             | 760             | 754              | 505             | 754             | 754              | 754               | 754×2 = 1 508    |
| Nb. Shaders unifiés              | 8                         | 8                         | 16              | 32              | 96               | 64              | 112             | 128              | 128               | 128×2 = 256      |
| Nb. ROP                          | 4                         | 4                         | 8               | 16              | 12               | 16              | 16              | 16               | 16                | 16×2 = 32        |
| Fréquence GPU (MHz)              | 550                       | 580                       | 550             | 550             | 550              | 650             | 600             | 675              | 738               | 600              |
| Fréquence Shader (MHz)           | 1300                      | 1450                      | 1400            | 1375            | 1375             | 1625            | 1500            | 1688             | 1738              | 1500             |
| Fréquence de la Mémoire (MHz)    | 700                       | 800                       | 400             | 700             | 800              | 900             | 900             | 1100             | 1100              | 1000 (×2)        |
| Fillrate textures (GTexel/s)     |                           |                           | 4,4             | 8,8             | 26,4             | 20,8            | 33,6            | 43,2             | 47,2              | 76,8             |
| Largeur bus mémoire (bits)       | 64                        | 64                        | 128             | 128             | 192              | 256             | 256             | 256              | 256               | 256 (×2)         |
| Bande passante théorique (Gio/s) | 11,2                      | 12,8                      | 12,8            | 22,4            | 38,4             | 57,6            | 57,6            | 70,4             | 70,4              | 64×2 = 128       |
| Type de mémoire                  | GDDR2/GDDR3               | GDDR2/GDDR3               | DDR2            | GDDR3           | GDDR3            | GDDR3           | GDDR3           | GDDR3            | GDDR3             | GDDR3            |
| Quantité de mémoire (Mio)        | 256                       | 256/512                   | 512/1024        | 512/1024        | 384/768          | 512/1024        | 512/1024        | 512              | 512               | 512×2 = 1024     |
| Moteur de décodage HD            | PureVideo HD              | PureVideo HD              | PureVideo HD    | PureVideo HD    | PureVideo HD     | PureVideo HD    | PureVideo HD    | PureVideo HD     | PureVideo HD      | PureVideo HD     |
| Puissance shading (GFLOPS)       | 31                        | 34                        | 67              | 134             | 396              | 312             | 504             | 648              | 705               | 2×576            |

### GeForce 200 Series

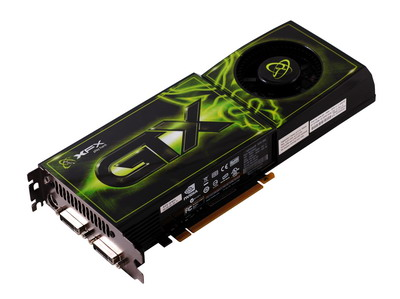
La GeForce GTX 260, la première de la série. Il s’agit ici d’une version sous XFX.

En juin 2008, Nvidia a lancé une nouvelle série de cartes graphiques basées sur la toute nouvelle « GT200 », destinées à remplacer les GeForce 9, réputées auprès des joueurs pour n’être que des GeForce 8 améliorées. Les GT200 reprennent les mêmes caractéristiques de base des GeForce 9, c’est-à-dire le support du PCI Express 2.0 et de DirectX 10.0. Nvidia ne s’intéresse donc toujours pas à la technologie DirectX 10.1, déjà présente sur les Radeon HD 3xxx et les HD 4xxx d’ATI. Pour le reste, tout est différent à commencer par l’architecture, les GT200 désormais utilisent le tout nouveau GT200 à la place des G92/G94. La finesse de gravure est de 65 nm et la bande passante est portée à plus de 140 Go/s soit le double de celle d’une 9800GTX. Idem pour le nombre de transistors qui passe de 754 (9800GTX) à 1400. Le 16 juin 2008, la GTX 280 est la nouvelle carte graphique très haut de gamme de Nvidia, elle détrône la 9800 GX2 après seulement 3 mois d’existence pour cette dernière. La GTX 280 est une solution mono-GPU, c’est-à-dire qu’elle ne possède qu’un seul processeur graphique principal, contrairement à la 9800 GX2.

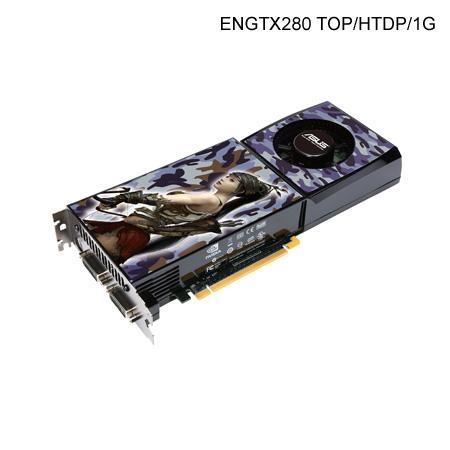
La GTX 280 est restée longtemps le must en matière de gaming.

À noter que le concurrent de Nvidia, ATI, peine à trouver sa place sur le très haut de gamme, toutefois la dernière série HD 4000 est une réussite avec des produits certes moins performants sur le haut de gamme, mais des tarifs généralement plus bas et donc un bon rapport performances/prix. Mais Nvidia est connu, depuis les 6800, pour baisser ses prix de façon assez brutale lorsque ATI lance une nouvelle carte à prix réduit, ce fut encore le cas avec les GTX280 qui ont baissé de plus de 200 € en quelques semaines à cause d’une HD 4870 à prix très agressif. Ainsi Nvidia avait repris la tête au niveau performances/prix.
Depuis janvier 2009, Nvidia a renouvelé son très haut de gamme en proposant la GTX 295, une carte bi-GPU, composée de deux G200b (le b signifiant une gravure en 55 nm). Les fréquences de la carte sont les mêmes que celles des GTX 260, soit 576 MHz pour le GPU, 1 242 MHz pour les shaders et 999 MHz pour la mémoire. Cette nouvelle carte permet à Nvidia de reprendre la première place en matière de performances, dépassant ainsi la 4870X2. Cependant l’écart de performances entre les deux cartes est minime, alors que le prix de lancement de la solution bi-GPU Nvidia est nettement plus élevé que celui d’ATI (459 € contre 370-390 € chez ATI). Toujours en janvier 2009, Nvidia a également lancé la GTX 285, une carte haut de gamme qui est une révision de la GTX 280. La carte étant là encore équipée du G200b, la gravure passe en 55 nm, et les fréquences augmentent, passant de 602 à 648 MHz pour le GPU, 1 296 à 1 476 MHz pour les shaders, et de 1 107 à 1 242 MHz pour la mémoire. Cette carte est, à son lancement, la carte mono-GPU la plus puissante du marché. Depuis avril 2009, Nvidia commercialise également la GTX 275, censée concurrencer la HD 4890 de chez ATI. Elle se situe, en matière de performances, entre une GTX 260+, et une GTX 285, tout en affichant des performances très proches de la GTX 280. Ces deux dernières cartes (GTX 285 et 275) permettent ainsi à Nvidia, d’une part, de baisser ses coûts de production par rapport aux GTX 260 et 280, et donc ses prix, et d’autre part, de proposer des processeurs plus hautement cadencés. Ainsi, en baissant les prix et en montant les performances, Nvidia souhaite améliorer encore le rapport performance / prix de son haut de gamme. Enfin, depuis mars 2009, est également commercialisée la GTS 250, qui n’est en réalité qu’une 9800GTX+ équipée d’un nouveau PCB. Le GPU reste donc le G92 qui équipait déjà les GeForce 9. Cette carte renouvelle ainsi le milieu de gamme de la marque (concurrençant ainsi la HD 4850 d’ATI).
Le futur GF100 prévu pour fin mars 2010  devrait bénéficier d’une gravure en 40 nm et de la prise en charge de DirectX 11 et DirectX 10.1. Depuis mi-mai 2009, les premiers exemplaires de la puce (A1) sont sortis des usines de TSMC, et sont fonctionnels. Par ailleurs, on en sait un peu plus : elle mesurerait 23 mm de côté, ce qui correspond donc à une surface de chip de 529 mm2. De plus, le GF100 embarquerait 3 milliards de transistors (pour comparaison, le GT200 embarque 1,4 milliard de transistors dans 576 mm2). Le GF100 enfermerait également 512 processeurs de flux pour la GeForce GTX 480 contre seulement 448 sur la GeForce GTX 470. La  mémoire serait de la GDDR5 sur un bus de 384 bits pour la GeForce GTX 480 et 320 bits pour la GeForce GTX 470. Enfin, les fréquences seraient les suivantes : 625 MHz pour le core et 1 250 MHz pour les shaders (GTX 480 et GTX 470). Le prix de vente de ces cartes, seraient, selon les rumeurs, de 680 dollars US pour la GeForce GTX 480 et 500 dollars US pour la GeForce GTX 470.
Caractéristiques
| Modèle                                   | GeForce 210 | GeForce GT 220      | GeForce GT 240             | GeForce GTS 240 | GeForce GTS 250 | GeForce GTX 260 | GeForce GTX 275 | GeForce GTX 280           | GeForce GTX 285 | GeForce GTX 295        |
| ---------------------------------------- | ----------- | ------------------- | -------------------------- | --------------- | --------------- | --------------- | --------------- | ------------------------- | --------------- | ---------------------- |
| Processeur                               | GT218S      | GT216               | GT215                      | G92b            | G92             | G200            | G200b           | G200                      | G200b           | G200b                  |
| Finesse gravure (nm)                     | 40          | 40                  | 55                         | 55              | 65              | 55              | 55              | 55                        | 55              | 55                     |
| Nombre de transistors (millions)         | 260         | 486                 | 727                        | 754             | 754             | 1 400           | 1 400           | 1 400                     | 1 400           | 2 800 (1 400 × 2)      |
| Nb. Shaders unifiés                      | 16          | 48                  | 96                         | 112             | 128             | 192             | 240             | 240                       | 240             | 480 (240 × 2)          |
| Fréquence GPU (MHz)                      | 520         | 625                 | 550                        | 675             | 738             | 576             | 633             | 602                       | 648             | 576                    |
| Fréquence Shader (MHz)                   | 1230        | 1 360               | 1 340                      | 1 620           | 1 836           | 1 242           | 1 404           | 1 296                     | 1 476           | 1 242                  |
| Fréquence de la Mémoire (MHz)            | 400         | 1 012               | 850                        | 1 100           | 1 100           | 999             | 1 134           | 1 107                     | 1 242           | 999                    |
| Fillrate textures (GTexel/s)             | 4,16        | 10                  | 17,6                       | 37,8            | 47,2            | 36,9            | 50,6            | 48,2                      | 51,8            | 92,2                   |
| Largeur bus mémoire (bits)               | 64          | 128                 | 128                        | 256             | 256             | 448             | 448             | 512                       | 512             | 896 (448 × 2)          |
| Bande passante théorique (Gio/s)         | 6,4         | ~32,4 (GDDR3)       | 54,4 (GDDR5)               | 70,4            | 70,4            | ~111,9          | ~127            | ~141,7                    | ~159,0          | ~223,8                 |
| Quantité de mémoire (Mio)                | 512 GDDR3   | 512/1024 DDR2/GDDR3 | 512/1024 GDDR5/ GDDR3/DDR3 | 1 024 GDDR3     | 512/1024 GDDR3  | 896 GDDR3       | 896 GDDR3       | 1 024 GDDR3 (GDDR5 prévu) | 1 024 GDDR3     | 1 792 (896 × 2) GDDR3  |
| Nb. ROP                                  | 4           | 8                   | 8                          | 16              | 16              | 28              | 28              | 32                        | 32              | 28                     |
| Moteur de décodage HD                    |             | PureVideo 4 VP4     | PureVideo 4 VP4            | PureVideo 2 VP2 | PureVideo 2 VP2 | PureVideo 2 VP2 | PureVideo 2 VP2 | PureVideo 2 VP2           | PureVideo 2 VP2 | PureVideo 2 VP2        |
| Puissance shading                        | 39,36       | 196 GFlops          | 385 GFlops                 | 554 GFlops      | 705 GFlops      | 715 GFlops      | 894 GFlops      | 933 GFlops                | 1 063 GFlops    | 1 788 (894 × 2) GFlops |
| Consommation max. / alimentation PC min. | 30 W/ 200W  | 58 W                | 69 W / 300 W               | 120 W / 450 W   | 150 W / 450 W   | 182 W / 500 W   | 219 W / 550 W   | 236 W / 550 W             | 204 W / 550 W   | 289 W / 680 W          |

### GeForce 300 Series
Caractéristiques
| Modèle                                   | GeForce 310   | GeForce 315  | GeForce GT 320 | GeForce GT 330 | GeForce GT 340 |
| ---------------------------------------- | ------------- | ------------ | -------------- | -------------- | -------------- |
| Code du processeur                       | GT218         | GT216        | GT215          |                | GT215          |
| Finesse gravure (nm)                     | 40            | 40           | 40             |                | 40             |
| Nombre de transistors (millions)         | 260           | 486          | 727            |                | 727            |
| Date de sortie                           | Novembre 2009 | Février 2010 | Février 2010   | Février 2010   | Février 2010   |
| Nb. Shaders unifiés                      | 16            | 48           | 72             | 96             | 96             |
| Nb. ROP                                  | 4             | 4            | 8              |                | 8              |
| Fréquence GPU (MHz)                      | 589           | 475          | 540            | 500-550        | 550            |
| Fréquence Shader (MHz)                   | 1402          | 1100         | 1302           | 1250-1340      | 1340           |
| Débit Mémoire (MT/s)                     | 1000          | 1580         | 1580           | 1000-1600      | 3400           |
| Largeur bus mémoire (bits)               | 64            | 64           | 128            | 128/192/256    | 128            |
| Bande passante théorique (Gio/s)         | 8             | 12.6         | 25.3           | 16-51,2        | 54.4           |
| Quantité de mémoire (Mio)                | 512           | 512          | 1024           | 1024-2048      | 512-1024       |
| Type de Mémoire                          | DDR2          | DDR3         | GDDR3          | DDR2/DDR3      | GDDR5          |
| Moteur de décodage HD                    |               |              |                |                |                |
| Fillrate textures (GTexel/s)             |               | 7,6          |                |                |                |
| Puissance shading (GFLOPS)               | 67            | 158          | 281,232        | 360-385,92     | 385,92         |
| Consommation max. / alimentation PC min. | 30 W / 105 W  | 33 W         | 43 W / 300 W   | 75 W / 300 W   | 69 W / 300 W   |

### GeForce 400 Series
La nouvelle série de GPU par Nvidia inaugurant l'architecture Fermi concurrence les ATI Radeon série 5000. À la sortie des premières cartes, au début de 2010, (GTX 480 et GTX 470), le bilan est mitigé : la GTX 480 reprend de justesse la palme de la meilleure carte mono GPU, mais au prix d'une consommation et d'une chauffe particulièrement élevées (jusqu'à 350 watts en charge). Le succès du GF100 est donc resté critiquable. La sortie de la GTX 460, basée sur le GF104, permet à Nvidia de revenir dans la course grâce à une consommation moindre et un rapport performances-prix compétitif, en plus de se placer en face d'un gros trou dans la gamme d'AMD (5770-5830). La GTS 450, sortie peu après et basée sur le GF106, se destine à remplacer la vieillissante GTS 250 (qui est en fait une 9800 GTX+ renommée, elle-même basée sur une 9800 GTX, qui n'était qu'une 8800 GT overclockée, c'est dire que son origine est lointaine) et donc à se placer en face de la Radeon HD 5770. Néanmoins, son succès est moindre que celui de la GTX 460, faute d'un grand intérêt face à une HD 5770 sortie depuis déjà un an. Nvidia a enfin sorti ses déclinaisons d'entrée de gamme pour compléter sa famille de GPU Fermi.
Caractéristiques
| Modèle                                          | GeForce GT 430 | GeForce GT 440    | GeForce GTS 450 | GeForce GTX 460   | GeForce GTX 465 | GeForce GTX 470 | GeForce GTX 480 |
| ----------------------------------------------- | -------------- | ----------------- | --------------- | ----------------- | --------------- | --------------- | --------------- |
| Processeur                                      | GF108          | GF108             | GF106           | GF104             | GF100           | GF100           | GF100           |
| Finesse gravure (nm)                            | 40             | 40                | 40              | 40                | 40              | 40              | 40              |
| Nombre de transistors (millions)                | 585            | 585               | 1170            | 1950              | 3000            | 3000            | 3000            |
| Date de sortie                                  | Octobre 2010   | Février 2011      | Septembre 2010  | Juillet 2010      | Mai 2010        | Mars 2010       | Mars 2010       |
| Nb. Shaders unifiés                             | 96             | 96                | 192             | 336               | 352             | 448             | 480             |
| Fréquence GPU (MHz)                             | 700            | 810               | 783             | 675               | 607             | 607             | 700             |
| Fréquence Shader (MHz)                          | 1400           | 1620              | 1566            | 1350              | 1215            | 1215            | 1401            |
| Type mémoire                                    | GDDR3          | GDDR3/GDDR5       | GDDR5           | GDDR5             | GDDR5           | GDDR5           | GDDR5           |
| Quantité de mémoire (Mio)                       | 512 - 1024     | 512 - 1024 - 2048 | 512 - 1024      | 768 - 1024 - 2048 | 1024            | 1280            | 1536            |
| Fréquence mémoire (MHz)                         | 1200 - 1800    | 1800 - 3200       | 3608            | 3600              | 3206            | 3348            | 3696            |
| Largeur bus mémoire (bits)                      | 64 - 128       | 128               | 128             | 192 - 256         | 256             | 320             | 384             |
| Bande passante théorique (Gio/s)                | 9.6 - 28.8     | 28.8 - 51.2       | 57.7            | 86.4 - 115.2      | 102.6           | 133.9           | 177.4           |
| Nb. ROP                                         | 4              | 4                 | 16              | 24/32             | 32              | 42              | 48              |
| Fillrate textures (GTexel/s)                    | 11,2           | 13                | 25,1            | 37,8              | 26,7            | 34              | 42              |
| Moteur de décodage HD                           | PureVideo HD   | PureVideo HD      | PureVideo HD    | PureVideo HD      | PureVideo HD    | PureVideo HD    | PureVideo HD    |
| Puissance shading (GFLOPS)                      | 268.8          | 311.04            | 601.34          | 907.2             | 855.36          | 1088.64         | 1344.96         |
| Consommation max. (W)/ alimentation PC min. (W) | 49 / 300       | 65 / 300          | 106 / 400       | 160 / 450         | 200 / 550       | 215 / 550       | 250 / 600       |

### GeForce 500 Series
Caractéristiques
| Modèle                                   | GeForce GT 520 | GeForce GT 530 | GeForce GTX 550 Ti | GeForce GTX 560 | GeForce GTX 560 Ti | GeForce GTX 560 Ti 448 Core | GeForce GTX 570 | GeForce GTX 580 | GeForce GTX 590 |
| ---------------------------------------- | -------------- | -------------- | ------------------ | --------------- | ------------------ | --------------------------- | --------------- | --------------- | --------------- |
| Processeur                               | GF119          | GF118          | GF116              | GF114           | GF114              | GF110                       | GF110           | GF110           | 2× GF110        |
| Gravure (nm)                             | 40             | 40             | 40                 | 40              | 40                 | 40                          | 40              | 40              | 40              |
| Date de sortie                           | Avril 2011     | Mai 2011       | Mars 2011          | Mai 2011        | Janvier 2011       | Décembre 2011               | 7 décembre 2010 | 9 novembre 2010 | 24 mars 2011    |
| Nb. Shaders Unifiés                      | 48             | 96             | 192                | 336             | 384                | 448                         | 480             | 512             | 1024 (512 x2)   |
| Fréquence GPU (MHz)                      | 810            | 700            | 900                | 810             | 822                | 732                         | 732             | 772             | 607             |
| Fréquence Shaders (MHz)                  | 1620           | 1400           | 1800               | 1620            | 1645               | 1464                        | 1464            | 1544            | 1215            |
| Fréquence Mémoire (MHz)                  | 1800           | 1800           | 4104               | 4004            | 4008               | 3800                        | 3800            | 4008            | 3414            |
| Fillrate textures (GTexel/s)             | 6,5            | 11,2           | 28,8               | 45,4-49,8       | 52,5               | 41                          | 43,9            | 49,4            | 77,7            |
| Largeur bus mémoire (bits)               | 64             | 128            | 192                | 256             | 256                | 320                         | 320             | 384             | 2x 384          |
| Bande passante théorique (Gio/s)         | 14.4           | 28.8           | 98.5               | 128             | 128.27             | 152                         | 152             | 192.4           | 2x 163.9        |
| Quantité de mémoire (Mio)                | 1024 - 2048    | 1024 - 2048    | 1024               | 1024 - 2048     | 1024 - 2048        | 1280                        | 1280            | 1536 - 3072     | 2x 1536         |
| Type de Mémoire                          | GDDR3          | GDDR5          | GDDR5              | GDDR5           | GDDR5              | GDDR5                       | GDDR5           | GDDR5           | GDDR5           |
| Nombre de transistors (millions)         |                | 585            | 1170               | 1950            | 1950               | 3000                        | 3000            | 3000            | 2x 3000         |
| Nb. ROP                                  | 4              | 4              | 24                 | 32              | 32                 | 40                          | 40              | 48              | 2 x 48          |
| Moteur de décodage HD                    | PureVideo HD   | PureVideo HD   | PureVideo HD       | PureVideo HD    | PureVideo HD       | PureVideo HD                | PureVideo HD    | PureVideo HD    | PureVideo HD    |
| Puissance shading (GFLOPS)               | 155.5          | 268            | 691.2              | 1075            | 1263.4             | 1311                        | 1405.4          | 1581.1          | 2488.3          |
| Consommation max. / alimentation PC min. | 29 W / 300 W   | 50 W / 300 W   | 116 W / 400 W      | 150 W / 450 W   | 173 W / 500 W      | 210 / ?                     | 219 W / 550 W   | 244 W / 600 W   | 365 W / 700 W   |

### GeForce 600 Series
En septembre 2010, Nvidia annonce que l'architecture Kepler sera le successeur de Fermi basée sur un procédé de fabrication en 28 nm. La première carte graphique équipée de cette architecture, qui se nomme GTX 680, est sortie le 22 mars 2012,.
La gamme se compose de :
- en entrée de gamme : 630 (OEM), 640, 650
- en milieu de gamme : 650 Ti, 660 SE, 660, 660 Ti
- en haut de gamme : GTX 670, GTX 680
- en très haut de gamme : GTX 690

Certaines GeForce 500 Series basées sur l’architecture Fermi, comme les GeForce 510 et GT 520, sont par ailleurs renommées et viennent compléter cette nouvelle gamme de cartes graphiques par le bas en devenant les GeForce 605 et GeForce GT 620. Elles sont toutefois réservées aux OEM, tout comme les GeForce GT 640 Fermi. Des GeForce GT 610, GT 620 et GT 630 destinées au grand public et basées sur l’architecture Fermi font également leur apparition en entrée de gamme.
Caractéristiques
| Modèle                                           | GeForce GT 620 DDR3 | GeForce GT 630 OEM | GeForce GT 640 DDR3 OEM | GeForce GT 640 GDDR5 OEM | GeForce GT 640, | GeForce GTX 650   | GeForce GTX 650 Ti | GeForce GTX 660 SE | GeForce GTX 660 OEM | GeForce GTX 660 | GeForce GTX 660 Ti | GeForce GTX 670 | GeForce GTX 680 | GeForce GTX 690 |
| ------------------------------------------------ | ------------------- | ------------------ | ----------------------- | ------------------------ | --------------- | ----------------- | ------------------ | ------------------ | ------------------- | --------------- | ------------------ | --------------- | --------------- | --------------- |
| Processeur                                       | GF119               | GK107              | GK107                   | GK107                    | GK107           | GK107             | GK106              | GK106              | GK104               | GK106           | GK104              | GK104           | GK104           | 2× GK104        |
| Nb. transistors (millions)                       | 292                 | 1 300              | 1 300                   | 1 300                    | 1 300           | 1 300             | 2 540              | 2 540              | 3 540               | 2540            | 3540               | 3 540           | 3 540           | 2 x 3 540       |
| Gravure (nm)                                     | 40                  | 28                 | 28                      | 28                       | 28              | 28                | 28                 | 28                 | 28                  | 28              | 28                 | 28              | 28              | 28              |
| Date de sortie                                   | Avril 2012          | Avril 2012         | Avril 2012              | Avril 2012               | Juin 2012       | 13 septembre 2012 | Octobre 2012       | 2013               | Août 2012           | Septembre 2012  | 16 août 2012       | 10 mai 2012     | 22 mars 2012    | 30 avril 2012   |
| Nb. GPC                                          | 1                   | 1                  | 1                       | 1                        | 1               | 1                 | 3                  | 3                  | 3                   | 4               | 4                  | 4               | 4               | 2 x 4           |
| Nb. SMX                                          | 2                   | 2                  | 2                       | 2                        | 2               | 2                 | 4                  | 4                  | 6                   | 5               | 7                  | 7               | 8               | 2 x 8           |
| Nb. Shaders unifiés (CUDA)                       | 96                  | 96                 | 384                     | 384                      | 384             | 384               | 768                | 768                | 1152                | 960             | 1344               | 1344            | 1536            | 3072            |
| Nb. Unités de texture                            | 16                  | 16                 | 32                      | 32                       | 32              | 32                | 64                 |                    | 112                 | 80              | 112                | 112             | 128             | 2 x 128         |
| Nb. ROP                                          | 4                   | 4                  | 16                      | 16                       | 16              | 16                | 16                 | 24                 | 24                  | 24              | 24                 | 32              | 32              | 2 x 32          |
| Fréquence GPU (MHz)                              | 810                 | 810                | 797                     | 950                      | 900             | 1058              | 960                | 928                | 823                 | 980             | 915                | 915             | 1006            | 915             |
| Fréquence GPU Boost (MHz)                        | N/A                 | N/A                | N/A                     | N/A                      | N/A             | N/A               | N/A                | 1006               | 888                 | 1033            | 980                | 980             | 1058            | 1019            |
| Fréquence Shaders (MHz)                          | 810                 | 810                | 797                     | 950                      | 900             | 1058              | 960                | 928                | 823                 | 980             | 915                | 915             | 1006            | 915             |
| Fillrate textures (GTexel/s)                     | 13                  | 25,5               | 30,4                    | 28,8                     | 33,9            | 59,2              | 59,4               | 79                 |                     | 78,4            | 102,5              | 102,5           | 128,8           | 234             |
| Type de mémoire                                  | DDR3                | DDR3/GDDR5         | DDR3                    | GDDR5                    | DDR3            | GDDR5             | GDDR5              | GDDR5              | GDDR5               | GDDR5           | GDDR5              | GDDR5           | GDDR5           | GDDR5           |
| Quantité de mémoire (Mo)                         | 1024/2048           | 1024/2048          | 1024/2048               | 1024/2048                | 1024/2048       | 1024/2048         | 1024/2048          | 2048               | 1536/3072           | 2048            | 2048               | 2048            | 2048            | 2 x 2048        |
| Débit mémoire (MT/s)                             | 1782                | 1782               | 1782                    | 5000                     | 1782            | 1250              | 5400               | 5600               | 5800                | 6008            | 6008               | 6008            | 6008            | 6008            |
| Largeur bus mémoire (bits)                       | 64                  | 128                | 128                     | 128                      | 128             | 128               | 128                | 192                | 192                 | 192             | 192                | 256             | 256             | 2 x 256         |
| Bande passante théorique (Go/s)                  | 28,5                | 28,5               |                         | 80                       | 28,5            | 80                | 86,4               | 134                | 134                 | 144,2           | 144,2              | 192,256         | 192,256         | 2 x 192,256     |
| Puissance shading (GFLOPS)                       | 311                 | 336,0              | 612,1                   | 691                      | 1625,088        | 1420,8            |                    | 1896,2             | 1881,6              | 2459,5          | 2459,5             | 3090            | 3090            | 2 x 2810,88     |
| Niveau d'OpenGL supporté                         | 4.2                 | 4.2                | 4.2                     | 4.2                      | 4.2             | 4.2               | 4.2                | 4.2                | 4.2                 | 4.2             | 4.2                | 4.2             | 4.2             | 4.2             |
| Niveau d'OpenCL supporté                         | 1.2                 | 1.2                | 1.2                     | 1.2                      | 1.2             | 1.2               | 1.2                | 1.2                | 1.2                 | 1.2             | 1.2                | 1.2             | 1.2             | 1.2             |
| Niveau de DirectX supporté                       | 11.1                | 11.0               | 11.0                    | 11.0                     | 11.0            | 11.0              | 11.0               | 11.0               | 11.0                | 11.0            | 11.0               | 11.0            | 11.0            | 11.0            |
| Niveau de HLSL supporté                          | 5.0                 | 5.0                | 5.0                     | 5.0                      | 5.0             | 5.0               | 5.0                | 5.0                | 5.0                 | 5.0             | 5.0                | 5.0             | 5.0             | 5.0             |
| Consommation max. (W) / alimentation PC min. (W) | 65 / 300            | 65 / 350           | 75 / 350                | 65 / 350                 | 64 / 350        | 110 / 400         |                    | 130 / 450          | 140 / 450           | 150 / 450       | 170 / 500          | 195 / 550       | 300 / 650       |                 |

Modèles pour ordinateurs portables et iMac : 
Tous ces modèles utilisent l'architecture Fermi :
- La GTX 675M utilise un GF 114 à 620 MHz.
- La GTX 670M utilise un GF 114 à 598 MHz.
- La GT 640M LE utilise un GF 108 à 762 MHz.
- La GT 635M utilise un GF 116 à 675 MHz ou 753 MHz.
- La GT 630M utilise un GF 108 ou un GF 117 à 800 MHz.
- La GT 620M utilise un GF 117 à 625 MHz.
- La GT 610M utilise un GF 119 à 900 MHz.

Tous ces modèles utilisent l'architecture Kepler :
- La GTX 680M est la carte graphique mobile la plus haut de gamme de Nvidia et c'est la carte mobile la plus puissante au début de 2013. Elle dispose d'un GK 104 de 7 SMX[50]fonctionnant à 720 MHz. Elle est sortie en octobre 2012[51].
- La GTX 660M utilise un GK 107 à 835 MHz.
- La GT 650M utilise un GK 107 à 850 MHz ou 735 MHz et de la GDDR5 ou de la DDR3.
- La GT 640M utilise un GK 107 à 625 MHz.
- La GT 640M LE utilise un GK 107 à 500 MHz et peut utiliser de la DDR3 au lieu de la GDDR5[52].

### GeForce 700 Series
Les GeForce 700 Series succèdent aux GeForce 600 Series en 2013 et en reprennent l'architecture Kepler. Cette nouvelle génération, qui est en fait issue principalement de renommages des cartes GeForce 600 Series utilise également les mêmes processeurs comme le GK 104 et le GK 110. La seule nouveauté technique introduite est une révision du GK 110 qui permet d'utiliser le processeur avec toutes ses unités activées. Cette génération respecte le même schéma au niveau des gammes.
Deux nouvelles cartes ont vu le jour au début de 2014 : la GTX 750 et la 750Ti qui n'utilise aucune alimentation supplémentaire, mais utilisent la nouvelle architecture de Nvidia baptisée Maxwell et les codes du processeur sont les GM 107.  
Caractéristiques
Comme indiqué précédemment, la quasi-totalité des GeForce 700 Series sont issues de renommages des GeForce 600 Series et de la GTX Titan. Elles sont donc toujours compatibles DirectX 11.0.
| Modèle                  | Geforce GT 710 | Geforce GT 720 | Geforce GT 730 | Geforce GT 740 | GeForce GTX 750 | GeForce GTX 750Ti | GeForce GTX 760 | GeForce GTX 770 | GeForce GTX 780 | GeForce GTX 780Ti |
| ----------------------- | -------------- | -------------- | -------------- | -------------- | --------------- | ----------------- | --------------- | --------------- | --------------- | ----------------- |
| Date de sortie          | 2014           | 27 mars 2014   | 18 juin 2014   | 29 mai 2014    | 18 février 2014 | 18 février 2014   | 25 juin 2013    | 30 mai 2013     | 23 mai 2013     | Novembre 2013     |
| Code du Processeur      | GK 208         | GK 208         | GK 107         | GK 107         | GM 107          | GM 107            | GK 104          | GK 104          | GK 110          | GK 110            |
| Nom architecture        | Kepler         | Kepler         | Kepler         | Kepler         | Maxwell         | Maxwell           | Kepler          | Kepler          | Kepler          | Kepler            |
| Finesse de gravure (nm) | 28             | 28             | 28             | 28             | 28              | 28                | 28              | 28              | 28              | 28                |
| Nb. SMX                 | 2              | 2              | 2              | ?              | 8               | 6                 | 8               | 12              | 15              |                   |
| Nb. cœurs CUDA          | 192            | 384            | 384            | 512            | 640             | 1152              | 1536            | 2304            | 2880            |                   |
| Nb. ROP                 | 8              | 8              | 16             | 16             | 16              | 32                | 32              | 48              | 48              |                   |
| Fréquence (MHz)         | 967            | 902            | 993            | 1020           | 1020            | 980               | 1054            | 863             | 875             |                   |
| Fréquence Boost (MHz)   | -              | -              | -              | 1085           | 1085            | 1032              | 1085            | 902             | 928             |                   |
| Type mémoire            | GDDR5          | GDDR5          | GDDR5          | GDDR5          | GDDR5           | GDDR5             | GDDR5           | GDDR5           | GDDR5           | GDDR5             |
| Quantité de Mémoire     | 1 Go           | 1 Go           | 1 Go           | 1 Go           | 1 ou 2 Go       | 2 ou 4 Go         | 2 ou 4 Go       | 2, 3 ou 6 Go    | 3 Go            |                   |
| Largeur bus mémoire     | 64 bits        | 64 bits        | 128 bits       | 128 bits       | 128 bits        | 256 bits          | 256 bits        | 384 bits        | 384 bits        |                   |
| DirectX                 | 12             | 12             | 12             | 11.2           | 11.2            | 11                | 11              | 11              | 11              |                   |
| OpenGL                  | 4.5            | 4.5            | 4.5            | 4.5            | 4.5             | 4.5               | 4.5             | 4.5             | 4.5             |                   |
| TDP (W)                 | 19             | 35             | 64             | 55             | 60              | 170               | 230             | 250             | 250             |                   |

Modèles pour ordinateurs portables
La gamme pour ordinateurs portables est composée des GeForce 710M, GT 720M, GT 730M, GT 735M, GT 740M, GT 745 M, GT 750M, GT 755M, GTX 760M, GTX 765M, GTX 770M et GTX 780M. Les 770M et 780M sont, respectivement, des évolutions des 670MX et 680MX.

### GeForce 800M Series
Les GeForce 800M Series succèdent aux GeForce 700M Series pour ordinateurs portables. Il n’y a pas de modèle pour ordinateurs de bureau. Elles ont été annoncées le 12 mars 2014. La gamme consiste en des renommages et évolutions de cartes graphiques de générations précédentes et en de nouveaux modèles. À l’origine, il était prévu que cette série inaugure l’architecture Maxwell et qu’elle soit majoritairement composée de cartes graphiques ayant cette architecture. Il était également prévu qu’il y ait des modèles pour ordinateurs de bureau, mais ceux-ci sont finalement sortis soit dans la série 700, soit six mois plus tard dans la série 900.
L’entrée de gamme est composée de la GeForce 810M et de la 820M qui reprend l’architecture Fermi des 400 Series de 2010. Les GeForce 830M, 840M et GTX 850M utilisent la nouvelle architecture Maxwell. La GTX 860M existe en deux versions aux performances quasi-similaires, l’une en architecture Maxwell et l’autre en architecture Kepler inaugurée sur les 600 Series mais beaucoup plus gourmande en énergie. La GTX 870M est d’architecture Kepler et serait une évolution de la 680M. La GTX 880M, la plus puissante, est également d’architecture Kepler, c’est en effet une légère évolution de la 780M, qui était elle-même une évolution de la 680MX.

### GeForce 900 Series
Les GeForce 900 Series succèdent aux GeForce 700 et 800M Series. Elles reprennent l'architecture Maxwell, inaugurée avec la GTX 750 Ti. Le 19 septembre 2014, Nvidia lance la GeForce GTX 970 et la GeForce GTX 980, les deux premières cartes de la série . Peu après, deux modèles pour ordinateurs portables ont été dévoilés, les GTX 970M et 980M, basés sur l’architecture Maxwell. La GeForce GTX 970M possède des performances un peu plus hautes que la GeForce GTX 770 de bureau. La GeForce GTX 965M est annoncée en janvier 2015 durant le CES ; elle est techniquement proche d’une demi GTX 980.
Il est à noter que de nombreux sites font état, à tout le moins, d'un souci dans la manière que Nvidia a eu de présenter les spécifications de la carte GTX 970. En substance, le bus de 256 bits de l'interface mémoire est scindé en deux parties. La première de 224 bits, permet la communication avec 3,5 Go des 4 Go qui équipe la carte, tandis que les 512 Mo restants sont alimentés par un bus de seulement 32 bits.
La GTX 960 est, elle, raccordée seulement par un bus 128 bits.
| Modèle                                  | GeForce GTX 950 | GeForce GTX 960 | GeForce GTX 970            | GeForce GTX 980   | GeForce GTX 980 Ti |
| --------------------------------------- | --------------- | --------------- | -------------------------- | ----------------- | ------------------ |
| Date de sortie                          | 20 août 2015    | 22 janvier 2015 | 19 septembre 2014          | 19 septembre 2014 | 2 juin 2015        |
| Code du Processeur                      | GM206           | GM206           | GM204                      | GM204             | GM200              |
| Nom architecture                        | Maxwell         | Maxwell         | Maxwell                    | Maxwell           | Maxwell            |
| Finesse de gravure (nm)                 | 28              | 28              | 28                         | 28                | 28                 |
| Nb. SMM                                 | 6               | 8               | 14                         | 16                | 22                 |
| Nb. ROP                                 | 32              | 32              | 56                         | 64                | 96                 |
| Nb. cœurs CUDA                          | 768             | 1024            | 1664                       | 2048              | 2816               |
| Horloge (base) (MHz)                    | 1024            | 1126            | 1050                       | 1126              | 1000               |
| Horloge Boost (MHz)                     | 1188            | 1178            | 1178                       | 1216              | 1075               |
| Taux de remplissage des textures (GT/s) | 49.2            | 72.1            | 109.2                      | 144               | 176                |
| Type mémoire                            | GDDR5           | GDDR5           | GDDR5                      | GDDR5             | GDDR5              |
| Fréquence mémoire (GHz)                 | 6.61            | 7.0             | 7.0                        | 7.0               | 7.0                |
| Taille mémoire (Go)                     | 2 / 4           | 2 / 4           | 4                          | 4                 | 6                  |
| Largeur du bus mémoire (bits)           | 128             | 128             | 224 (3,5 Go) - 32 (512 Mo) | 256               | 384                |
| Version DirectX                         | 12              | 12              | 12                         | 12                | 12                 |
| Version OpenGL                          | 4.5             | 4.4             | 4.4                        | 4.4               | 4.4                |
| TDP (W)                                 | 90              | 120             | 145                        | 165               | 250                |

### GeForce 10 Series

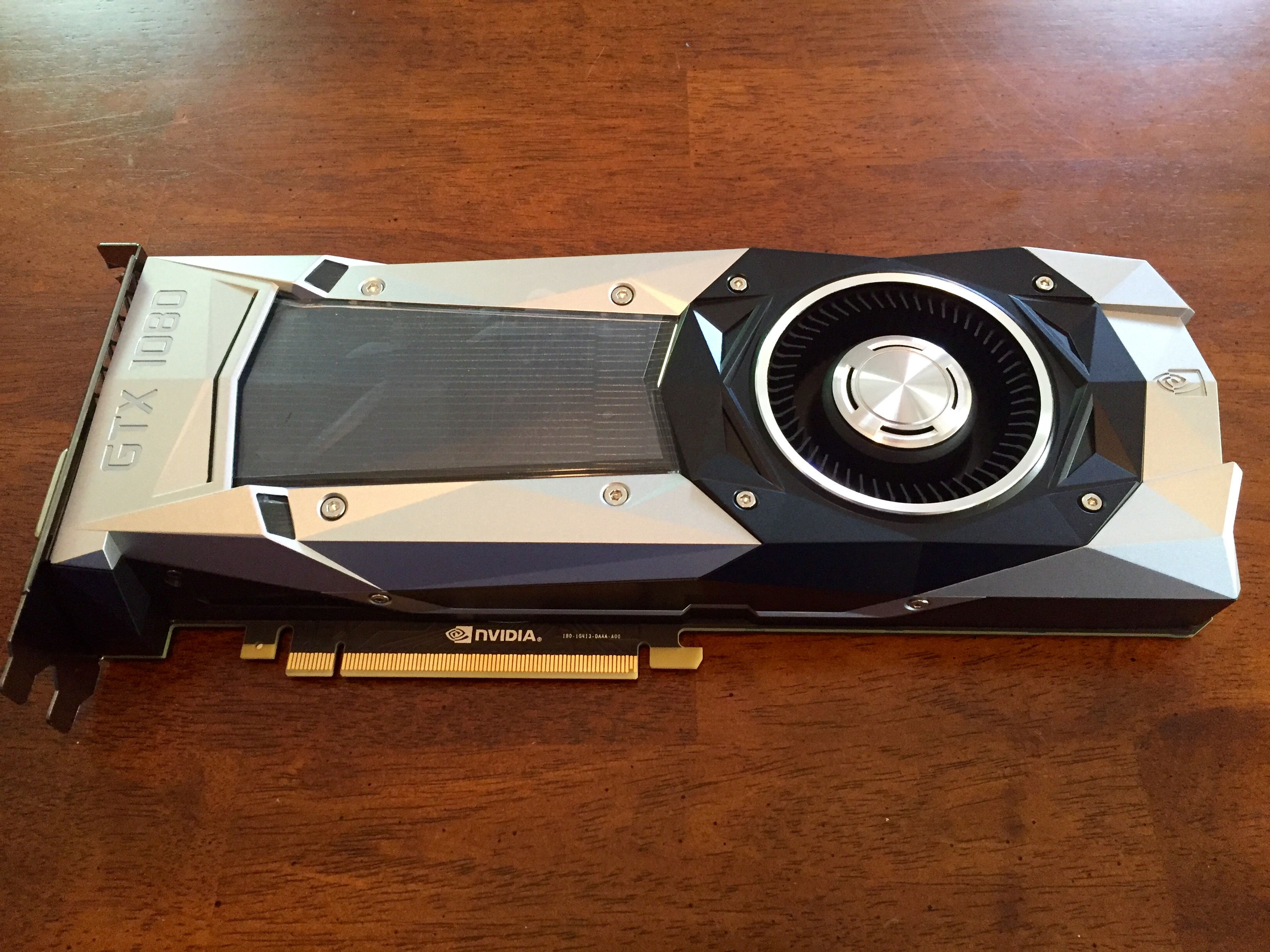
Une carte Nvidia GeForce GTX 1080 Ti Founders Edition
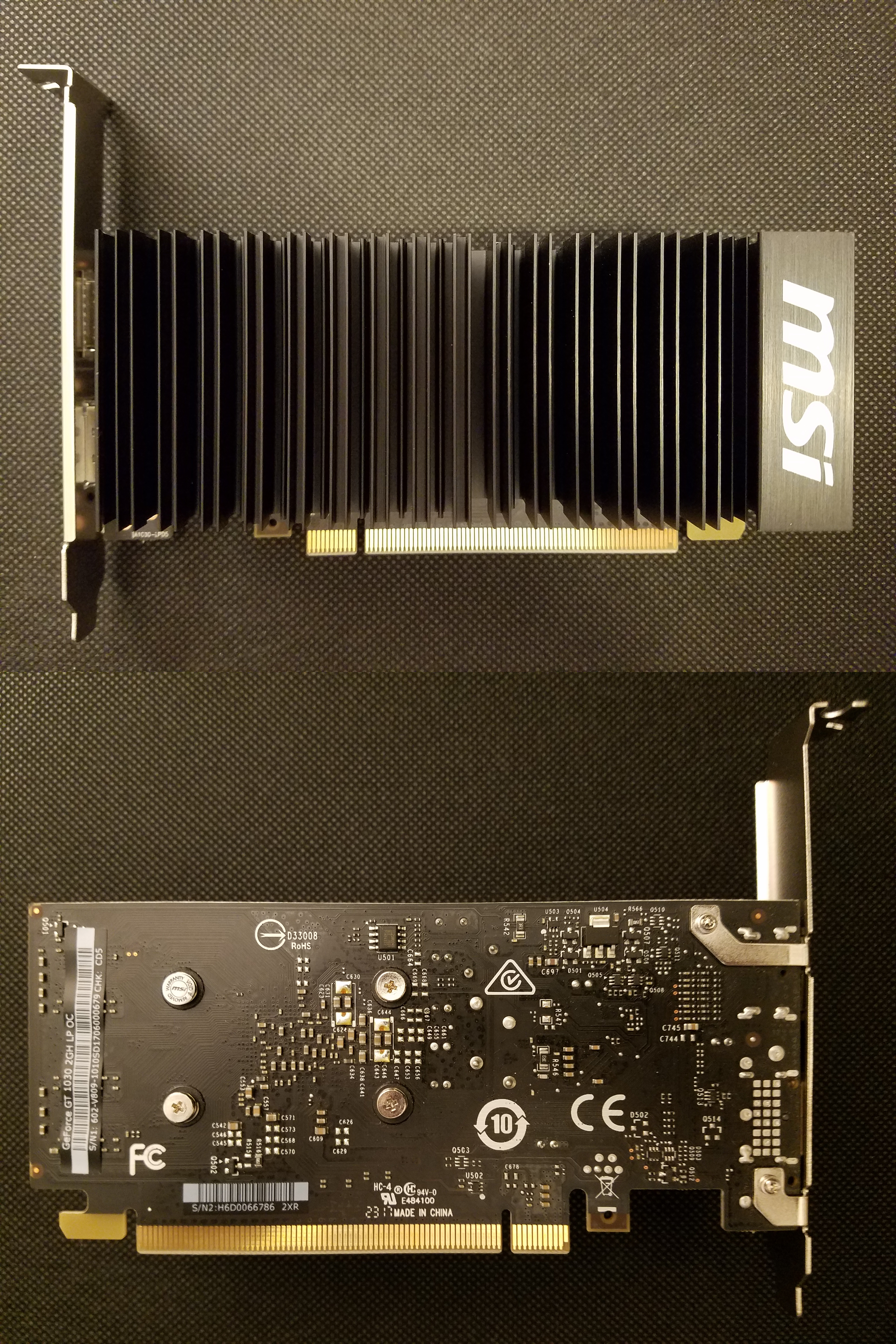
Une carte GeForce GT 1030 de marque MSI (faces avant et arrière).

Début 2016, Nvidia présente sa nouvelle architecture Pascal qui fait suite à Maxwell 2. Cette architecture inaugure un changement de procédé de production avec le passage de 28 nm (utilisé depuis les séries 600) à 16 nm. Cette finesse de gravure permet de gagner en dissipation thermique, tandis que le nombre de transistors progresse fortement.
Cette architecture est à mettre en parallèle avec l'architecture Polaris d'AMD, qui marque aussi le passage au 14 nm.
Cartes graphiques à la norme PCI-e 3.0.
| Modèle                                  | GeForce GTX 1080 Ti | GeForce GTX 1080 | GeForce GTX 1070 Ti | GeForce GTX 1070 | GeForce GTX 1060 6Go / 3Go     | GeForce GTX 1050 Ti | GeForce GTX 1050 | GeForce GT 1030 |
| --------------------------------------- | ------------------- | ---------------- | ------------------- | ---------------- | ------------------------------ | ------------------- | ---------------- | --------------- |
| Date de sortie                          | 10 mars 2017        | 27 mai 2016      | 2 novembre 2017     | 10 juin 2016     | 19 juillet 2016 / 18 août 2016 | 25 octobre 2016     | 25 octobre 2016  | 17 mai 2017     |
| Code du Processeur                      | GP102               | GP104            | GP104               | GP104            | GP106                          | GP107               | GP107            | GP108           |
| Nom de l'architecture                   | Pascal              | Pascal           | Pascal              | Pascal           | Pascal                         | Pascal              | Pascal           | Pascal          |
| Finesse de gravure (nm)                 | 16                  | 16               | 16                  | 16               | 16                             | 14                  | 14               | 14              |
| Nb. cœurs CUDA                          | 3584                | 2560             | 2432                | 1920             | 1280 / 1152                    | 768                 | 640              | 384             |
| Nb. ROP                                 | 88                  | 64               | 64                  | 64               | 48                             | 32                  | 32               | 16              |
| Fréquence de base (MHz)                 | 1480                | 1607             | 1607                | 1506             | 1506                           | 1290                | 1354             | 1227            |
| Fréquence turbo (MHz)                   | 1582                | 1733             | 1683                | 1683             | 1708                           | 1392                | 1455             | 1468            |
| Taux de remplissage des textures (GT/s) | 331,5               | 257,1            | 244,3               | 180,7            | 120,5 / 108,4                  | 61,9                | 54,2             | 29,4            |
| Type mémoire                            | GDDR5X              | GDDR5X           | GDDR5               | GDDR5            | GDDR5                          | GDDR5               | GDDR5            | GDDR5           |
| Taille mémoire (Go)                     | 11                  | 8                | 8                   | 8                | 6 / 3                          | 4                   | 2                | 2               |
| Débit mémoire (MT/s)                    | 11008               | 10008            | 8008                | 8008             | 8008                           | 7008                | 7008             | 6008            |
| Largeur du bus mémoire (bits)           | 352                 | 256              | 256                 | 256              | 192                            | 128                 | 128              | 64              |
| Bande passante mémoire (Go/s)           | 484                 | 320              | 256                 | 256              | 192                            | 112                 | 112              | 48              |
| Compatible SLI                          | Oui                 | Oui              | Oui                 | Oui              | Non                            | Non                 | Non              | Non             |
| Version DirectX                         | 12.1                | 12.1             | 12.1                | 12.1             | 12.1                           | 12.1                | 12.1             | 12              |
| Alimentation (W)                        | 250                 | 180              | 180                 | 150              | 120                            | 75                  | 75               | 30              |
| Prix indicatif à la sortie MSRP (€)     | 749 ($699)          |                  | 469                 | 429              | 279/ 239                       |                     |                  |                 |

Les données présentées dans ce tableau correspondent aux données des "Founder Edition", vendues par Nvidia via son site internet. Des versions custom, possédant des fréquences plus ou moins modifiées (ainsi que ventirad propriétaire) sont aussi proposées par les principaux partenaires tels que Asus, MSI, EVGA, ... 
Cette nouvelle génération introduit également un nouveau pont SLI, le SLI High-Bandwidth Bridge (SLI HB). Ce pont permet de relier seulement deux cartes. Ils proposent deux liens à 650 MHz, par rapport aux 400 MHz du lien SLI standard, ce qui permet de multiplier la bande passante par 3,25.
À noter que les GTX 1060, GTX 1050 (Ti ou non) et GT 1030 ne possèdent pas de connecteur SLI.
Un test de Clubic crédite la GTX 1080 de résultats "en général 60 % supérieurs face à une GeForce GTX 980 et 30 % supérieurs face à une GeForce GTX Titan X" pour une moindre dissipation thermique grâce à la gravure en 16 nm de son circuit principal.

### GeForce 20 Series
Les GeForce 20 Series sont annoncées le 20 août 2018 lors de la gamescom. Le 2 juillet 2019, Nvidia dévoile une nouvelle version de ces cartes graphiques appelées Super[réf. non conforme]. Elles sont légèrement plus performantes et ont un prix de lancement inférieur à la génération précédente. Le nombre de cœurs CUDA augmente, la fréquence aussi, et la RTX 2060 Super possède 8 Go de VRAM contre 6 pour la RTX 2060. Tous les modèles Super ont une interface mémoire en 256 bit. 
| Modèle                                      | Modèle                                      | GeForce RTX 2080 Ti | GeForce RTX 2080 Super | GeForce RTX 2080  | GeForce RTX 2070 Super | GeForce RTX 2070 | GeForce RTX 2060 Super | GeForce RTX 2060 TU104 | GeForce RTX 2060 |
| ------------------------------------------- | ------------------------------------------- | ------------------- | ---------------------- | ----------------- | ---------------------- | ---------------- | ---------------------- | ---------------------- | ---------------- |
| Sortie                                      | Sortie                                      | 27 septembre 2018   | 23 juillet 2019        | 20 septembre 2018 | 9 juillet 2019         | 17 octobre 2018  | 2 juillet 2019         | 10 janvier 2020        | 15 janvier 2019  |
| Code du Processeur                          | Code du Processeur                          | TU102               | TU104                  | TU104             | TU104                  | TU106            | TU106                  | TU104                  | TU106            |
| Nom de l'architecture                       | Nom de l'architecture                       | Turing              | Turing                 | Turing            | Turing                 | Turing           | Turing                 | Turing                 | Turing           |
| Finesse de gravure (nm)                     | Finesse de gravure (nm)                     | 12                  | 12                     | 12                | 12                     | 12               | 12                     | 12                     | 12               |
| Nb. cœurs CUDA                              | Nb. cœurs CUDA                              | 4352                | 3072                   | 2944              | 2560                   | 2304             | 2176                   | 1920                   | 1920             |
| Nb. cœurs Tensor                            | Nb. cœurs Tensor                            | 544                 | 384                    | 368               | 320                    | 288              | 272                    | 240                    | 240              |
| Nb. cœurs RT                                | Nb. cœurs RT                                | 68                  | 48                     | 46                | 40                     | 36               | 34                     | 30                     | 30               |
| Nb. TMU                                     | Nb. TMU                                     | 272                 | 192                    | 184               | 160                    | 144              | 136                    | 120                    | 120              |
| Nb. ROP                                     | Nb. ROP                                     | 88                  | 64                     | 64                | 64                     | 64               | 64                     | 48                     | 48               |
| Fréquence (MHz)                             | Base                                        | 1350                | 1650                   | 1515              | 1605                   | 1410             | 1470                   | 1365                   | 1365             |
| Fréquence (MHz)                             | Turbo                                       | 1545                | 1815                   | 1710              | 1770                   | 1620             | 1650                   | 1680                   | 1680             |
| Taux de remplissage des textures (GT/s)     | Base                                        | 367,2               | 316.8                  | 278,76            | 256,8                  | 203,04           | 199,9                  | 163,8                  | 163,8            |
| Taux de remplissage des textures (GT/s)     | Turbo                                       | 420,24              | n/a                    | 314,64            | n/a                    | 233,28           | n/a                    | n/a                    | 201,6            |
| Type mémoire                                | Type mémoire                                | GDDR6               | GDDR6                  | GDDR6             | GDDR6                  | GDDR6            | GDDR6                  | GDDR6                  | GDDR6            |
| Débit mémoire (MT/s)                        | Débit mémoire (MT/s)                        | 14000               | 15500                  | 14000             | 14000                  | 14000            | 14000                  | 14000                  | 14000            |
| Taille mémoire (Go)                         | Taille mémoire (Go)                         | 11                  | 8                      | 8                 | 8                      | 8                | 8                      | 8                      | 6                |
| Largeur du bus mémoire (bits)               | Largeur du bus mémoire (bits)               | 352                 | 256                    | 256               | 256                    | 256              | 256                    | 256                    | 192              |
| Bande passante mémoire (Go/s)               | Bande passante mémoire (Go/s)               | 616                 | 496                    | 448               | 448                    | 448              | 448                    | 448                    | 336              |
| Compatible SLI/NVLink                       | Compatible SLI/NVLink                       | Oui                 | Oui                    | Oui               | Oui                    | Non              | Non                    | Non                    | Non              |
| Version DirectX                             | Version DirectX                             | 12.1                | 12.1                   | 12.1              | 12.1                   | 12.1             | 12.1                   | 12.1                   | 12.1             |
| Alimentation (W)                            | Alimentation (W)                            | 250                 | 250                    | 215               | 215                    | 175              | 175                    | 160                    | 160              |
| Prix indicatif à la sortie MSRP[Quoi ?] (€) | Prix indicatif à la sortie MSRP[Quoi ?] (€) | 1259 (999$)         | (799$)                 | 849 (699$)        |                        | 639 (499$)       |                        |                        |                  |

### GeForce 16 Series
Les GeForce 16 Series sont annoncées le 22 février 2019.
Cette génération est basée sur la même architecture Turing que les cartes de la série 20 sorties quelques mois avant, la différence majeure entre ces deux séries étant l'absence des cœurs RT et Tensor sur la série 16.
Cartes Graphiques à la norme PCI-e 3.0.
| Modèle                                  | Modèle                          | GeForce GTX 1660 Ti | GeForce GTX 1660 Super | GeForce GTX 1660 | GeForce GTX 1650 Super | GeForce GTX 1650 |
| --------------------------------------- | ------------------------------- | ------------------- | ---------------------- | ---------------- | ---------------------- | ---------------- |
| Date de sortie                          | Date de sortie                  | 22 février 2019     | 29 octobre 2019        | 14 mars 2019     | 22 novembre 2019       | 24 avril 2019    |
| Code du Processeur                      | Code du Processeur              | TU116               | TU116                  | TU116            | TU116                  | TU117            |
| Nom de l'architecture                   | Nom de l'architecture           | Turing              | Turing                 | Turing           | Turing                 | Turing           |
| Finesse de gravure (nm)                 | Finesse de gravure (nm)         | 12                  | 12                     | 12               | 12                     | 12               |
| Nb. cœurs CUDA                          | Nb. cœurs CUDA                  | 1536                | 1408                   | 1408             | 1280                   | 896              |
| Nb. TMU                                 | Nb. TMU                         | 96                  | 117                    | 88               | 80                     | 56               |
| Nb. ROP                                 | Nb. ROP                         | 48                  | 48                     | 48               | 48                     | 32               |
| Fréquence (MHz)                         | Base                            | 1500                | 1530                   | 1530             | 1530                   | 1485             |
| Fréquence (MHz)                         | Turbo                           | 1770                | 1785                   | 1785             | 1725                   | 1665             |
| Taux de remplissage des textures (GT/s) | Base                            | 144                 | 214                    | 134,6            | 138                    | 83,1             |
| Taux de remplissage des textures (GT/s) | Turbo                           | 169,9               | 226                    | 157,1            | 153                    | 93,2             |
| Type mémoire                            | Type mémoire                    | GDDR6               | GDDR6                  | GDDR5            | GDDR6                  | GDDR5            |
| Mémoire vidéo (Go)                      | Mémoire vidéo (Go)              | 6                   | 6                      | 6                | 4                      | 4                |
| Débit mémoire (MT/s)                    | Débit mémoire (MT/s)            | 12000               | 14000                  | 8004             | 12000                  | 8000             |
| Taille du Bus mémoire (bits)            | Taille du Bus mémoire (bits)    | 192                 | 192                    | 192              | 128                    | 128              |
| Bande passante mémoire (Go/s)           | Bande passante mémoire (Go/s)   | 288                 | 336                    | 192              | 192                    | 128              |
| Compatible SLI/NVLink                   | Compatible SLI/NVLink           | Non                 | Non                    | Non              |                        | Non              |
| Version DirectX                         | Version DirectX                 | 12.1                | 12.1                   | 12.1             | 12.1                   | 12.1             |
| Consommation (W)                        | Consommation (W)                | 120                 | 125                    | 120              | 100                    | 75               |
| Prix indicatif (31/10/2020) (€)         | Prix indicatif (31/10/2020) (€) | 330                 | 250                    | 240              | 194                    | 163              |

### GeForce 30 Series
Les GeForce 30 Series sont annoncées le 1er septembre 2020 sur le site web de Nvidia.
Pour ce lancement, les trois cartes graphiques dévoilées (GeForce RTX 3070, GeForce RTX 3080 et GeForce RTX 3090) partagent un point commun : un GPU qui exploite la nouvelle architecture Ampere. Avec Ampere, Nvidia propose plus une grosse évolution de l'architecture Turing des GeForce RTX 20 qu'une réelle révolution. Pour autant, la GeForce RTX 3070 est annoncée comme bien plus rapide que l'ancien fer de lance de la marque (la GeForce RTX 2080 Ti).
Avec les GeForce 30, le nombre de coeurs CUDA augmente, la fréquence aussi. Introduction de la deuxième génération de la technologie RT (Ray Tracing) et de la 3e génération de cœurs Tensor qui offre un rendement doublé. 
Cartes graphiques introduisant la norme PCI-e 4.0. 
Prise en charge d'OpenCL 3 pour la RTX 3080 12GB VRAM contre OPENCL 2 pour la RTX 3080 10GB VRAM. 
| Modèle                                  | Modèle                              | GeForce RTX 3090 Ti | GeForce RTX 3090  | GeForce RTX 3080 Ti | GeForce RTX 3080  | GeForce RTX 3070 Ti | GeForce RTX 3070 | GeForce RTX 3060 Ti            | GeForce RTX 3060 | GeForce RTX 3050 |
| --------------------------------------- | ----------------------------------- | ------------------- | ----------------- | ------------------- | ----------------- | ------------------- | ---------------- | ------------------------------ | ---------------- | ---------------- |
| Date de sortie                          | Date de sortie                      | 29 mars 2022        | 24 septembre 2020 | 3 juin 2021         | 17 septembre 2020 | 10 juin 2021        | 29 octobre 2020  | 2 décembre 2020/ novembre 2022 | 25 février 2021  | 2022             |
| Code du Processeur                      | Code du Processeur                  | GA102-350           | GA102-300         | GA102-225           | GA102-200         | GA104-400           | GA104-300        | GA104-200                      | GA106-300        |                  |
| Nom de l'architecture                   | Nom de l'architecture               | Ampère              | Ampère            | Ampère              | Ampère            | Ampère              | Ampère           | Ampère                         | Ampère           | Ampère           |
| Finesse de gravure (nm)                 | Finesse de gravure (nm)             | 8                   | 8                 | 8                   | 8                 | 8                   | 8                | 8                              | 8                | 8                |
| Nb. cœurs CUDA                          | Nb. cœurs CUDA                      | 10752               | 10496             | 10240               | 8960\|8704        | 6144                | 5888             | 4864                           | 3584             | 2560             |
| Nb. cœurs Tensor (3e génération)        | Nb. cœurs Tensor (3e génération)    | 336                 | 328               | 320                 | 272               | 192                 | 184              | 152                            | 112              | 80               |
| Nb. cœurs RT (2de génération)           | Nb. cœurs RT (2de génération)       | 84                  | 82                | 80                  | 68                | 48                  | 46               | 38                             | 28               | 20               |
| Nb. TMU                                 | Nb. TMU                             | ?                   | 656               | n/a                 | 544               | n/a                 | 368              | 416                            | n/a              |                  |
| Nb. ROP                                 | Nb. ROP                             | 112?                | 128               | n/a                 | 112 \| 96         | n/a                 | 64               | 80                             | n/a              |                  |
| Fréquence (MHz)                         | Base                                | 1560                | 1395              | 1365                | 1260 \| 1440      | 1580                | 1500             | 1410                           | 1320             | 1550             |
| Fréquence (MHz)                         | Turbo                               | 1860                | 1695              | 1665                | 1710              | 1770                | 1730             | 1665                           | 1780             | 1780             |
| Taux de remplissage des textures (GT/s) | Base                                | ?                   | 556               | 532                 | 465               | 339                 | 317              | 252                            | 199              |                  |
| Taux de remplissage des textures (GT/s) | Turbo                               | ?                   | n/a               | n/a                 | n/a               | n/a                 | n/a              | n/a                            | n/a              |                  |
| Type mémoire                            | Type mémoire                        | GDDR6X              | GDDR6X            | GDDR6X              | GDDR6X            | GDDR6X              | GDDR6            | GDDR6 / GDDR6X                 | GDDR6            | GDDR6            |
| Taille mémoire (Go)                     | Taille mémoire (Go)                 | 24                  | 24                | 12                  | 12 \| 10          | 8                   | 8                | 8                              | 12               | 8                |
| Débit mémoire (MT/s)                    | Débit mémoire (MT/s)                | ?                   | 9750 (19500)      | 9500 (19000)        | 9500 (19000)      | 9500 (19000)        | 14000            | 14000/19000                    | 15000            |                  |
| Taille du bus mémoire (bits)            | Taille du bus mémoire (bits)        | 384                 | 384               | 384                 | 384 \| 320        | 256                 | 256              | 256                            | 192              | 128              |
| Bande passante mémoire (Go/s)           | Bande passante mémoire (Go/s)       | ?                   | 936               | 912                 | 912 \| 760        | 608                 | 512              | 448 / 608                      | 360              |                  |
| Compatible SLI/NVLink                   | Compatible SLI/NVLink               | ?                   | Oui               | Non                 | Non               | Non                 | Non              | Non                            | Non              |                  |
| Version DirectX                         | Version DirectX                     | 12 Ultimate         | 12 Ultimate       | 12 Ultimate         | 12 Ultimate       | 12 Ultimate         | 12 Ultimate      | 12 Ultimate                    | 12 Ultimate      |                  |
| Alimentation (W)                        | Alimentation (W)                    | 450                 | 350               | 350                 | 350 \| 320        | 290                 | 220              | 200                            | 170              | 130              |
| Prix indicatif à la sortie MSRP (€)     | Prix indicatif à la sortie MSRP (€) | 2249                | 1549              | 1199                | ? \| 719          | 619                 | 519              | 419                            | 335              | 249              |

#### GeForce 30 Series pour PC portables
| Modèle                                  | Modèle                           | GeForce RTX 3080 pour PC portables | GeForce RTX 3070 pour PC portables | GeForce RTX 3060 pour PC portables | GeForce RTX 3050 Ti pour PC portables | GeForce RTX 3050 pour PC portables |
| --------------------------------------- | -------------------------------- | ---------------------------------- | ---------------------------------- | ---------------------------------- | ------------------------------------- | ---------------------------------- |
| Date de sortie                          | Date de sortie                   | 26 janvier 2021                    | 26 janvier 2021                    | 2 février 2021                     | 11 mai 2021                           | 11 mai 2021                        |
| Code du Processeur                      | Code du Processeur               | GA104-775-A1                       | GA104-770-A1                       | ?                                  | ?                                     | ?                                  |
| Nom de l'architecture                   | Nom de l'architecture            | Ampère                             | Ampère                             | Ampère                             | Ampère                                | Ampère                             |
| Finesse de gravure (nm)                 | Finesse de gravure (nm)          | 8                                  | 8                                  | 8                                  | 8                                     | 8                                  |
| Nb. cœurs CUDA                          | Nb. cœurs CUDA                   | 6144                               | 5120                               | 3840                               | 2560                                  | 2048                               |
| Nb. cœurs Tensor (3e génération)        | Nb. cœurs Tensor (3e génération) | 192                                | 160                                | 120                                | 80                                    | 64                                 |
| Nb. cœurs RT (2de génération)           | Nb. cœurs RT (2de génération)    | 48                                 | 40                                 | 30                                 | 20                                    | 16                                 |
| Fréquence (MHz)                         | Base                             | 1245                               | 1290                               | 1283                               | 1035                                  | 1057                               |
| Fréquence (MHz)                         | Turbo                            | 1710                               | 1620                               | 1703                               | 1695                                  | 1740                               |
| Taux de remplissage des textures (GT/s) | Base                             |                                    |                                    |                                    |                                       |                                    |
| Taux de remplissage des textures (GT/s) | Turbo                            |                                    |                                    |                                    |                                       |                                    |
| Nb. TMU                                 |                                  |                                    |                                    |                                    |                                       |                                    |
| Nb. ROP                                 |                                  |                                    |                                    |                                    |                                       |                                    |
| Type mémoire                            | Type mémoire                     | GDDR6                              | GDDR6                              | GDDR6                              | GDDR6                                 | GDDR6                              |
| Débit mémoire (MT/s)                    | Débit mémoire (MT/s)             | 14000                              | 14000                              | 14000                              | 12000                                 | 12000                              |
| Taille mémoire (Go)                     | Taille mémoire (Go)              | 16 / 8                             | 8                                  | 6                                  | 4                                     | 4                                  |
| Taille du Bus mémoire (bits)            | Taille du Bus mémoire (bits)     | 256                                | 256                                | 192                                | 128                                   | 128                                |
| Bande passante mémoire (Go/s)           | Bande passante mémoire (Go/s)    | 448                                | 448                                | 336                                | 192                                   | 192                                |
| Version DirectX                         | Version DirectX                  | 12 Ultimate                        | 12 Ultimate                        | 12 Ultimate                        | 12 Ultimate                           | 12 Ultimate                        |
| Alimentation (W)                        | Alimentation (W)                 | 80-150+                            | 80-125                             | 60-115                             | 35-80                                 | 35-80                              |

### GeForce 40 Series
La série GeForce 40 est une famille d'unités de traitement graphique développées par Nvidia, succédant à la série GeForce 30. La série a été annoncée le 20 septembre 2022 lors de la conférence GPU Technology Conference (GTC) 2022 ; la RTX 4090 a été mise en vente le 12 octobre 2022, la RTX 4080 avec 16 Go de mémoire a été lancée le 16 novembre 2022. Une RTX 4080 avec 12 Go de mémoire avait été annoncée en septembre 2022, mais à la suite de controverses dans les médias, Nvidia l'a « dé-référencée ». Le 5 janvier 2023, ce modèle a été finalement commercialisé sous le nom de RTX 4070 Ti. La RTX 4070 a ensuite été lancée le 13 avril 2023. La RTX 4060 Ti est sortie le 24 mai 2023, suivie de la RTX 4060 le 29 juin 2023. Une RTX 4060 Ti avec 16 Go de mémoire a suivi le 18 juillet 2023. D'autres modèles de cette génération de GPU de bureau et mobiles devraient être lancés plus tard en 2023.
Les cartes sont basées sur l'architecture Ada Lovelace de Nvidia et intègrent les cœurs RT 3e génération de Nvidia pour le ray tracing accéléré par matériel (RTX) ainsi que les cœurs Tensor 4e génération focalisés sur le deep learning.
Les points forts de l'architecture Ada Lovelace comprennent les éléments suivants :
- Capacité de calcul CUDA 8.9.
- Procédé TSMC 4N (conçu sur mesure pour Nvidia).
- Quatrième génération de cœurs Tensor avec FP8, FP16, bfloat16, TensorFloat-32 (TF32).
- Troisième génération de cœurs RT (avec ray tracing concurrent, ombrage (shading) et calcul).
- Réorganisation de l'exécution des shaders - doit être activée par le développeur.
- Double codeur NVENC avec codage matériel fixe de AV1 en 8K 10 bits à 60 images par seconde.
- Nouvelle génération d'accélérateur de flux optique pour aider à la génération de trames basée sur l'IA pour DLSS 3.0.
- Pas de prise en charge de NVLink.
- Connexions d'affichage DisplayPort 1.4a et HDMI 2.1.
- Les performances en double précision (FP64) des puces Ada Lovelace sont équivalentes à 1/64 des performances en simple précision (FP32).
- Cartes graphiques à la norme PCI-e 4.0.

| Modèle                                  | Modèle                            | GeForce RTX 4090 | GeForce RTX 4080 SUPER | GeForce RTX 4080 | GeForce RTX 4070 Ti SUPER | GeForce RTX 4070 Ti | GeForce RTX 4070 SUPER | GeForce RTX 4070 | GeForce RTX 4060 Ti | GeForce RTX 4060 Ti | GeForce RTX 4060 |
| --------------------------------------- | --------------------------------- | ---------------- | ---------------------- | ---------------- | ------------------------- | ------------------- | ---------------------- | ---------------- | ------------------- | ------------------- | ---------------- |
| Date de sortie                          | Date de sortie                    | 12 octobre 2022  | 31 janvier 2024        | 16 novembre 2022 | 24 janvier 2024           | 5 janvier 2023      | 17 janvier 2024        | 13 avril 2023    | 18 juillet 2023     | 24 mai 2023         | 29 juin 2023     |
| Code du Processeur                      | Code du Processeur                | AD102-300        | AD103-400              | AD103-300        | AD103-275                 | AD104-400           | AD-104-350             | AD104-250        | AD106-351           | AD106-350           | AD107-400        |
| Nom de l'architecture                   | Nom de l'architecture             | Ada Lovelace     | Ada Lovelace           | Ada Lovelace     | Ada Lovelace              | Ada Lovelace        | Ada Lovelace           | Ada Lovelace     | Ada Lovelace        | Ada Lovelace        | Ada Lovelace     |
| Finesse de gravure (nm)                 | Finesse de gravure (nm)           | 4                | 4                      | 4                | 4                         | 4                   | 4                      | 4                | 4                   | 4                   | 4                |
| Nb. cœurs CUDA                          | Nb. cœurs CUDA                    | 16384            | 10240                  | 9728             | 8448                      | 7680                | 7168                   | 5888             | 4352                | 4352                | 3072             |
| Nb. cœurs Tensor (4e génération)        | Nb. cœurs Tensor (4e génération)  |                  | --                     |                  | 706                       | 641                 | 568                    | 466              |                     |                     |                  |
| Nb. cœurs RT (3e génération)            | Nb. cœurs RT (3e génération)      |                  | --                     |                  | 102                       | 93                  | 82                     | 67               |                     |                     |                  |
| Nb. TMU                                 | Nb. TMU                           |                  | --                     |                  |                           |                     |                        |                  |                     |                     |                  |
| Nb. ROP                                 | Nb. ROP                           |                  | --                     |                  |                           |                     |                        |                  |                     |                     |                  |
| Fréquence (MHz)                         | Base                              |                  | --                     |                  |                           |                     |                        |                  |                     |                     |                  |
| Fréquence (MHz)                         | Turbo                             |                  | --                     |                  |                           |                     |                        |                  |                     |                     |                  |
| Taux de remplissage des textures (GT/s) | Base                              |                  | --                     |                  |                           |                     |                        |                  |                     |                     |                  |
| Taux de remplissage des textures (GT/s) | Turbo                             |                  |                        |                  |                           |                     |                        |                  |                     |                     |                  |
| Type mémoire                            | Type mémoire                      | GDDR6X           | GDDR6X                 | GDDR6X           | GDDR6X                    | GDDR6X              | GDDR6X                 | GDDR6X           | GDDR6               | GDDR6               | GDDR6            |
| Taille mémoire (Go)                     | Taille mémoire (Go)               | 24               | 16                     | 16               | 16                        | 12                  | 12                     | 12               | 16                  | 8                   | 8                |
| Largeur bus (bits)                      | Largeur bus (bits)                | 384              | 256                    | 256              | 256                       | 192                 | 192                    | 192              | 128                 | 128                 | 128              |
| Vitesse mémoire (Gb/s)                  | Vitesse mémoire (Gb/s)            | 21               | 21                     | 21               | 21                        | 21                  | 21                     | 21               | 16                  | 16                  | 16               |
| Bande passante (GB/s)                   | Bande passante (GB/s)             | 1027,6           | 736                    | 716.8            | 672                       | 504                 | 504                    | 504              | 288                 | 288                 | 272              |
| Compatible SLI/NVLink                   | Compatible SLI/NVLink             | Non              | Non                    | Non              | Non                       | Non                 | Non                    | Non              | Non                 | Non                 | Non              |
| Version DirectX                         | Version DirectX                   | 12 Ultimate      | 12 Ultimate            | 12 Ultimate      | 12 Ultimate               | 12 Ultimate         | 12 Ultimate            | 12 Ultimate      | 12 Ultimate         | 12 Ultimate         | 12 Ultimate      |
| TDP (W)                                 | TDP (W)                           | 450              | 320                    | 320              | 285                       | 285                 | 220                    | 200              | 165                 | 160                 | 115              |
| Prix indicatif à la sortie (MSRP)       | Prix indicatif à la sortie (MSRP) | 1949 € 1599 $    | 999 $                  | 1469 € 1199 $    | 799 $                     | 900 € 799 $         | 659 € 599 $            | 659 € 599 $      | 499 $               | 399 $               | 299 $            |

### GeForce 50 Series
La série GeForce 50 est une famille d'unités de traitement graphique développées par Nvidia, succédant à la série GeForce 40. Elles se basent sur l'architecture Blackwell.
Leur annonce a lieu le 7 janvier 2025 lors du Consumer Electronics Show, au cours duquel les quatre premières cartes sont présentées : RTX 5090, RTX 5080, RTX 5070 Ti et RTX 5070. Les deux premières sortent le 30 janvier 2025, puis la RTX 5070 Ti le 20 février, et la RTX 5070 le 4 mars. Suivent ensuite la RTX 5060 Ti le 16 avril, et la RTX 5060 le 19 mai.
Cette génération de cartes exploite pour la première fois le PCI-e 5.0 et la mémoire GDDR7. Elle dispose aussi de la technologie DLSS4 qui permet la génération d'images multiples (Multi Frame Generation), c'est-à-dire la génération de trois images intermédiaires par image rendue traditionnellement, au lieu d'une intermédiaire pour les cartes GeForce 40.
| Modèle                                  | Modèle                            | GeForce RTX 5090 | GeForce RTX 5080 | GeForce RTX 5070 Ti | GeForce RTX 5070 | GeForce RTX 5060 Ti, | GeForce RTX 5060 Ti, | GeForce RTX 5060 |
| --------------------------------------- | --------------------------------- | ---------------- | ---------------- | ------------------- | ---------------- | -------------------- | -------------------- | ---------------- |
| Date de sortie                          | Date de sortie                    | 30 janvier 2025  | 30 janvier 2025  | 20 février 2025     | 4 mars 2025      | 16 avril 2025        | 16 avril 2025        | 19 mai 2025      |
| Code du Processeur                      | Code du Processeur                | GB202-300-A1     | GB203-400-A1     | GB203-300-A1        | GB205-300-A1     | GB206-300-A1         | GB206-300-A1         | GB206-250-A1     |
| Nom de l'architecture                   | Nom de l'architecture             | Blackwell        | Blackwell        | Blackwell           | Blackwell        | Blackwell            | Blackwell            | Blackwell        |
| Finesse de gravure (nm)                 | Finesse de gravure (nm)           | 5 (4N FinFET)    | 5 (4N FinFET)    | 5 (4N FinFET)       | 5 (4N FinFET)    | 5 (4N FinFET)        | 5 (4N FinFET)        | 5 (4N FinFET)    |
| Nb. cœurs CUDA                          | Nb. cœurs CUDA                    | 21 760           | 10 752           | 8 960               | 6 144            | 4 608                | 4 608                | 3 840            |
| Nb. cœurs Tensor (5e génération)        | Nb. cœurs Tensor (5e génération)  | 680              | 336              | 280                 | 192              | 144                  | 144                  | 120              |
| Nb. cœurs RT (4e génération)            | Nb. cœurs RT (4e génération)      | 170              | 84               | 70                  | 48               | 36                   | 36                   | 30               |
| Nb. TMU                                 | Nb. TMU                           | 680              | 336              | 280                 | 192              | 144                  | 144                  | 120              |
| Nb. ROP                                 | Nb. ROP                           | 176              | 112              | 96                  | 80               | 48                   | 48                   | 48               |
| Fréquence (MHz)                         | Base                              | 2 017            | 2 295            | 2 295               | 2 325            | 2 407                | 2 407                | 2 280            |
| Fréquence (MHz)                         | Turbo                             | 2 407            | 2 617            | 2 452               | 2 512            | 2 572                | 2 572                | 2 497            |
| Taux de remplissage des textures (GT/s) | Base                              | 1 371,6          | 771,1            | 642,6               | 446,4            | 346,6                | 346,6                | 273,6            |
| Taux de remplissage des textures (GT/s) | Turbo                             | 1 637            | 879,3            | 686,6               | 482,3            | 370,4                | 370,4                | 299,6            |
| Type mémoire                            | Type mémoire                      | GDDR7            | GDDR7            | GDDR7               | GDDR7            | GDDR7                | GDDR7                | GDDR7            |
| Taille mémoire (Go)                     | Taille mémoire (Go)               | 32               | 16               | 16                  | 12               | 16                   | 8                    | 8                |
| Largeur bus (bits)                      | Largeur bus (bits)                | 512              | 256              | 256                 | 192              | 128                  | 128                  | 128              |
| Vitesse mémoire (Gb/s)                  | Vitesse mémoire (Gb/s)            | 28               | 30               | 28                  | 28               | 28                   | 28                   | 28               |
| Bande passante (GB/s)                   | Bande passante (GB/s)             | 1 790            | 960              | 896                 | 672              | 448                  | 448                  | 448              |
| Compatible SLI/NVLink                   | Compatible SLI/NVLink             | Non              | Non              | Non                 | Non              | Non                  | Non                  | Non              |
| Version DirectX                         | Version DirectX                   | 12 Ultimate      | 12 Ultimate      | 12 Ultimate         | 12 Ultimate      | 12 Ultimate          | 12 Ultimate          | 12 Ultimate      |
| TDP (W)                                 | TDP (W)                           | 575              | 360              | 300                 | 250              | 180                  | 180                  | 145              |
| Prix indicatif à la sortie (MSRP)       | Prix indicatif à la sortie (MSRP) | 1 999 $          | 999 $            | 749 $               | 549 $            | 429 $                | 379 $                | 299 $            |

## GeForce TITAN Series
Les cartes de série TITAN sont des cartes à part, car ne reflétant pas une génération donnée. 
De par leur puissance, elles s'adressent plutôt à des professionnels, par exemple de l'imagerie médicale 3D ou de la CAO interactive 3D, notamment en raison de leur prix qui dépasse allègrement les 1 000 € (2016). Dotées de caractéristiques spéciales et intégrant de grandes quantités de mémoire vidéo, elles se composent généralement de dies de grande taille, issus de la génération contemporaine. 
Ainsi les TITAN, TITAN Black, TITAN Z sont basées sur l'architecture Kepler, alors que la TITAN X utilise l'architecture Maxwell 2.
| Modèle                                  | Modèle                        | GeForce GTX TITAN | GeForce GTX TITAN Black | GeForce GTX TITAN Z         | GeForce GTX TITAN X | NVIDIA TITAN X | NVIDIA TITAN Xp | NVIDIA TITAN V  | NVIDIA TITAN RTX |
| --------------------------------------- | ----------------------------- | ----------------- | ----------------------- | --------------------------- | ------------------- | -------------- | --------------- | --------------- | ---------------- |
| Date de sortie                          | Date de sortie                | 2013              | 8 février 2014          | 28 mai 2014                 | 17 mars 2015        | 2 août 2016    | 6 avril 2017    | 8 décembre 2017 | 18 décembre 2018 |
| Code du Processeur                      | Code du Processeur            | GK110-400         | GK110-430               | GK110-430 x2 (carte bi-GPU) | GM200-400           | GP102-400      | GP102-450       | GV100           | TU102            |
| Nom de l'architecture                   | Nom de l'architecture         | Kepler            | Kepler                  | Kepler                      | Maxwell 2.0         | Pascal         | Pascal          | Volta           | Turing           |
| Finesse de gravure (nm)                 | Finesse de gravure (nm)       | 28                | 28                      | 28                          | 28                  | 16             | 16              | 12              | 12               |
| Nb. cœurs CUDA                          | Nb. cœurs CUDA                | 2688              | 2880                    | 2880 x 2                    | 3072                | 3584           | 3840            | 5120            | 4608             |
| Nb. cœurs Tensor                        | Nb. cœurs Tensor              | N/A               | N/A                     | N/A                         | N/A                 | N/A            | N/A             | 640             | 576              |
| Nb. cœurs RT                            | Nb. cœurs RT                  | N/A               | N/A                     | N/A                         | N/A                 | N/A            | N/A             | N/A             | 72               |
| Nb. TMU                                 | Nb. TMU                       | 224               | 240                     | 240 x2                      | 192                 | 224            | 240             | 320             | 288              |
| Nb. ROP                                 | Nb. ROP                       | 48                | 48                      | 48 x2                       | 96                  | 96             | 96              | 96              | 96               |
| Fréquence (MHz)                         | Base                          | 836               | 889                     | 705                         | 1000                | 1417           | 1405            | 1200            | 1350             |
| Fréquence (MHz)                         | Turbo                         | 876               | 980                     | 876                         | 1089                | 1531           | 1582            | 1455            | 1770             |
| Taux de remplissage des textures (GT/s) | Base                          | 187,3             | 213,3                   | 169,2 x2                    | 192                 | 317,4          | 337,2           | 384             | 388,8            |
| Taux de remplissage des textures (GT/s) | Turbo                         | 196,2             | 235,2                   | 210,2 x2                    | 209,1               | 342,9          | 379,7           | 465,6           | 509,8            |
| Type mémoire                            | Type mémoire                  | GDDR5             | GDDR5                   | GDDR5                       | GDDR5               | GDDR5X         | GDDR5X          | HBM2            | GDDR6            |
| Débit mémoire (MT/s)                    | Débit mémoire (MT/s)          | 6008              | 7000                    | 7000                        | 7012                | 10008          | 11408           | 1700            | 14000            |
| Mémoire vidéo (Go)                      | Mémoire vidéo (Go)            | 6                 | 6                       | 6 x2                        | 12                  | 12             | 12              | 12              | 24               |
| Largeur du bus mémoire (bits)           | Largeur du bus mémoire (bits) | 384               | 384                     | 384 x 2                     | 384                 | 384            | 384             | 3072            | 384              |
| Bande passante mémoire (Go/s)           | Bande passante mémoire (Go/s) | 288,4             | 336                     | 336 x2                      | 336,6               | 480            | 547,7           | 652,8           | 672              |
| Version DirectX                         | Version DirectX               | 12                | 12                      | 12                          | 12.1                | 12.1           | 12.1            | 12.1            | 12.1             |
| TDP (W)                                 | TDP (W)                       | 250               | 250                     | 375                         | 250                 | 250            | 250             | 250             | 280              |